# Elisabet I
Elisabet I (engelska: Elizabeth I), född 7 september 1533, död 24 mars 1603, var regerande drottning av England och Irland från den 17 november 1558 fram till sin död. Hon har bland annat kallats Gloriana, Jungfrudrottningen (The Virgin Queen) och Good Queen Bess. Elisabet var den femte och sista monarken av huset Tudor. 
Som dotter till Henrik VIII av England och dennes andra hustru Anne Boleyn föddes Elisabet som prinsessa, men då modern avrättades två och ett halvt år senare förklarades Elisabet vara illegitim, och förlorade rätten till tronen. Då både hennes halvbror Edvard och halvsyster Maria avled i förtid och utan barn tillträdde dock Elisabet tronen år 1558. En av Elisabets första åtgärder som drottning var att tvinga fram en ny ordning för den engelska statskyrkan, för vilken hon blev överhuvud med titeln Supreme Governor of the Church of England. Denna elisabetanska kyrkoordning har senare utvecklats till dagens Church of England. Det förväntades att Elisabet skulle gifta sig, men det gjorde hon aldrig. En form av kult växte fram kring henne och Jungfrudrottningen hyllades i samtidens porträtt, teaterstycken och litteratur.
Elisabet var försiktig vad gäller utrikespolitiska åtaganden, och bara av nödtvång ställde hon sig bakom ett antal ineffektiva och dåligt understödda militära kampanjer i Nederländerna, Frankrike och på Irland. Segern över den spanska armadan år 1588 gjorde att hennes namn sedan dess kommit att kopplas samman med vad som populärt betraktats som en av de största segrarna i den engelska historien. Elisabets regeringstid benämns som den elisabetanska eran, och är berömd framför allt för det blomstrande kulturlivet. Främst stod den elisabetanska teatern med stora stjärnor som William Shakespeare och Christopher Marlowe. Francis Drake blev förste engelsman att segla runt jorden. Francis Bacon redogjorde för sina filosofiska och politiska synpunkter och den engelska kolonisationen av Nordamerika påbörjades under Sir Walter Raleigh och Sir Humphrey Gilbert. 
Mot slutet av Elisabets regeringstid bidrog en mängd ekonomiska och militära problem till att minska hennes popularitet. Elisabets regering erbjöd dock England 44 år av kontinuitet efter systerns och broderns korta och konfliktfyllda perioder på tronen. Denna stabilitet bidrog till att lägga grunden till Englands nationella identitet och senare stormakt.

## Barndom och uppväxt

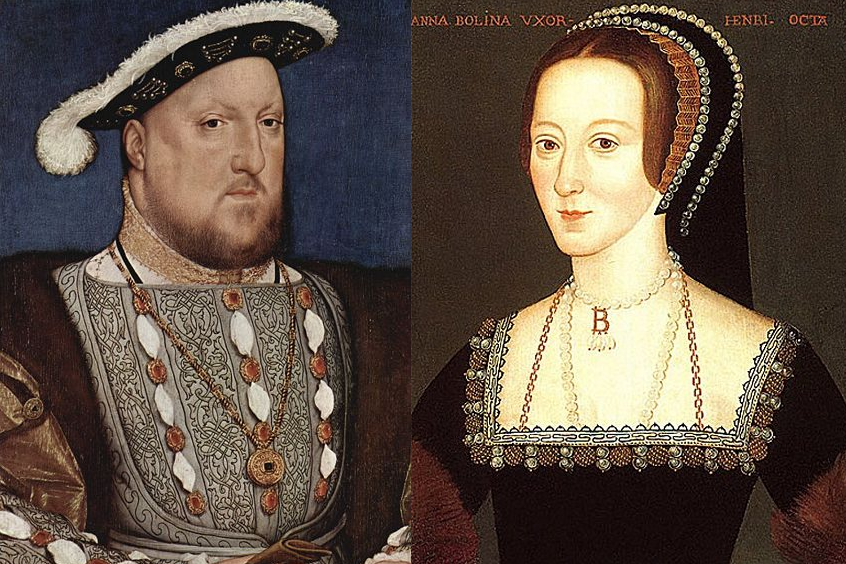
Elisabet var Henrik VIII:s enda överlevande barn med Anne Boleyn som avrättades mindre än tre år efter Elisabets födelse.

Elisabet föddes på Greenwich Palace, i det rum som kallades the Chamber of Virgins, den 7 september 1533 mellan klockan tre och fyra på eftermiddagen och namngavs efter både sin farmor Elizabeth av York och mormor Elizabeth Boleyn, grevinna av Wiltshire. Hon var det andra av kungens legitima barn som överlevde spädbarnsåldern, hennes mor var Henrik VIII:s andra gemål, Anne Boleyn. Elisabet var tronföljare när hon föddes eftersom hennes äldre halvsyster Maria hade förlorat sin ställning som kungens legitima arvtagare i och med att Henrik VIII annullerade äktenskapet med Marias mor, Katarina av Aragonien för att kunna gifta om sig med Anne Boleyn. Kung Henrik var mycket angelägen om att få en manlig tronarvinge, för att försäkra sig om huset Tudors dynastiska ställning. Vid Annes kröning användes den engelska kungakronan St. Edward's crown, till skillnad från tidigare drottningar som krönts med särskilda kronor tillverkade för drottning-gemåler. Anledningen till detta var sannolikt att Anne var synbart gravid med Elisabet vid tillfället, och kungen ville understryka arvtagarens status och legitimitet. Både Henrik och Anne utgick från att det väntade barnet var av manligt kön. Elisabet döptes den 10 september vid en ceremoni som hölls på Greenwich Palace. Ärkebiskop Thomas Cranmer, Henry Courtenay, 1:e markis av Exeter, hertiginnan av Norfolk och markisinnan av Dorset utsågs till Elisabets gudföräldrar. Efter Elisabets födelse förväntades drottning Anne snabbt ge liv åt en manlig arvinge, men så skedde inte. Anne genomled minst två missfall, det ena år 1534, det andra någon gång i början av år 1536. Den 2 maj 1536 arresterades drottningen, anklagad för att ha haft flera utomäktenskapliga förhållanden, en anklagelse som moderna forskare huvudsakligen är överens om var falsk. Anne Boleyn avrättades den 19 maj 1536.
Elisabet, som då var två år och åtta månader gammal, förklarades vara oäkta och fråntogs sin prinsesstitel. Elva dagar efter Anne Boleyns död gifte Henrik VIII om sig, denna gång med Jane Seymour, som avled 12 dagar efter att hon fött parets son, prins Edvard. Elisabet placerades i Edvards hushåll, och det var hon som bar dopklädet vid prinsens dop.

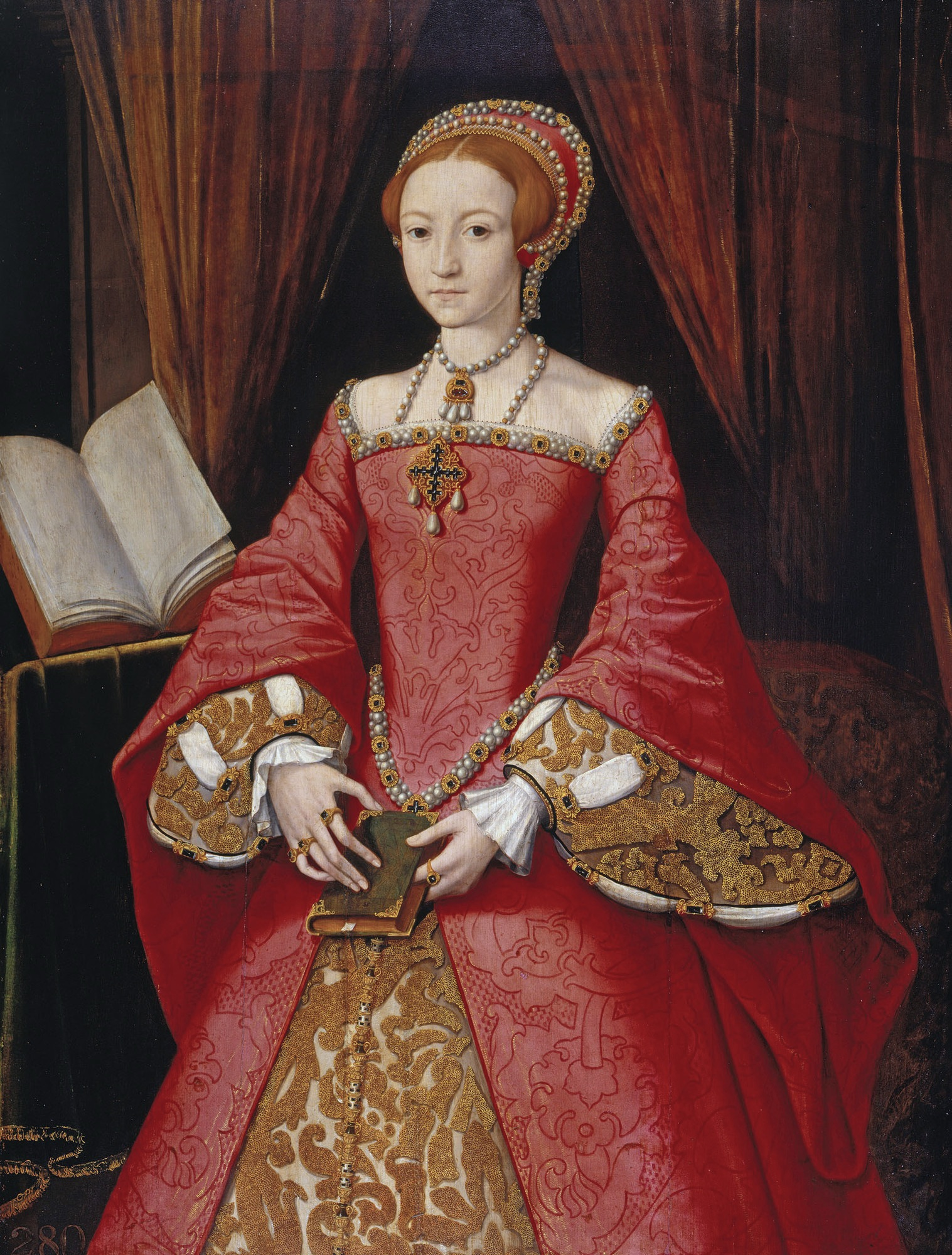
Elisabet I, cirka 1546, av en okänd konstnär.

Elisabets första överguvernant, (Lady Mistress), lady  Margaret Bryan, skrev att hon var "ett så duktigt barn, och så snäll och välartad som inget annat barn jag träffat" (“as toward a child and as gentle of conditions as ever I knew any in my life”). Hösten 1537 hade Elisabet fått en ny överguvernant, Blanche Herbert, lady Troy, som sedan förblev vid denna post fram till sin pension år 1545 eller tidigt 1546. Catherine Champernowne, som blivit mer bekant under sitt namn som gift, Katherine (Kat) Ashley, utsågs till Elisabets guvernant år 1537 och hon förblev Elisabets vän fram till sin död år 1565 när Blanche Parry efterträdde henne på den post hon innehaft sedan drottningens trontillträde, som  Chief Gentlewoman of the Privy Chamber, en av de högsta posterna vid drottningens privata hov. Kat Ashley gav uppenbarligen Elisabet en god utbildningsgrund, när William Grindal utsågs till hennes informator år 1544 kunde Elisabet skriva engelska såväl som latin och grekiska. Under Grindals ledning skaffade hon sig även goda kunskaper i franska och kunde efter en tid tala flytande grekiska, ett tecken på Grindals skicklighet som pedagog. Efter Grindals död år 1548 tog Roger Ascham, en vänlig och skicklig lärare som ansåg att kunskapsinhämtning borde vara lustfyllt över ansvaret för Elisabets utbildning. När Elisabets utbildning formellt avslutades år 1550 var hon den bäst utbildade kvinnan av sin generation.

## Thomas Seymour

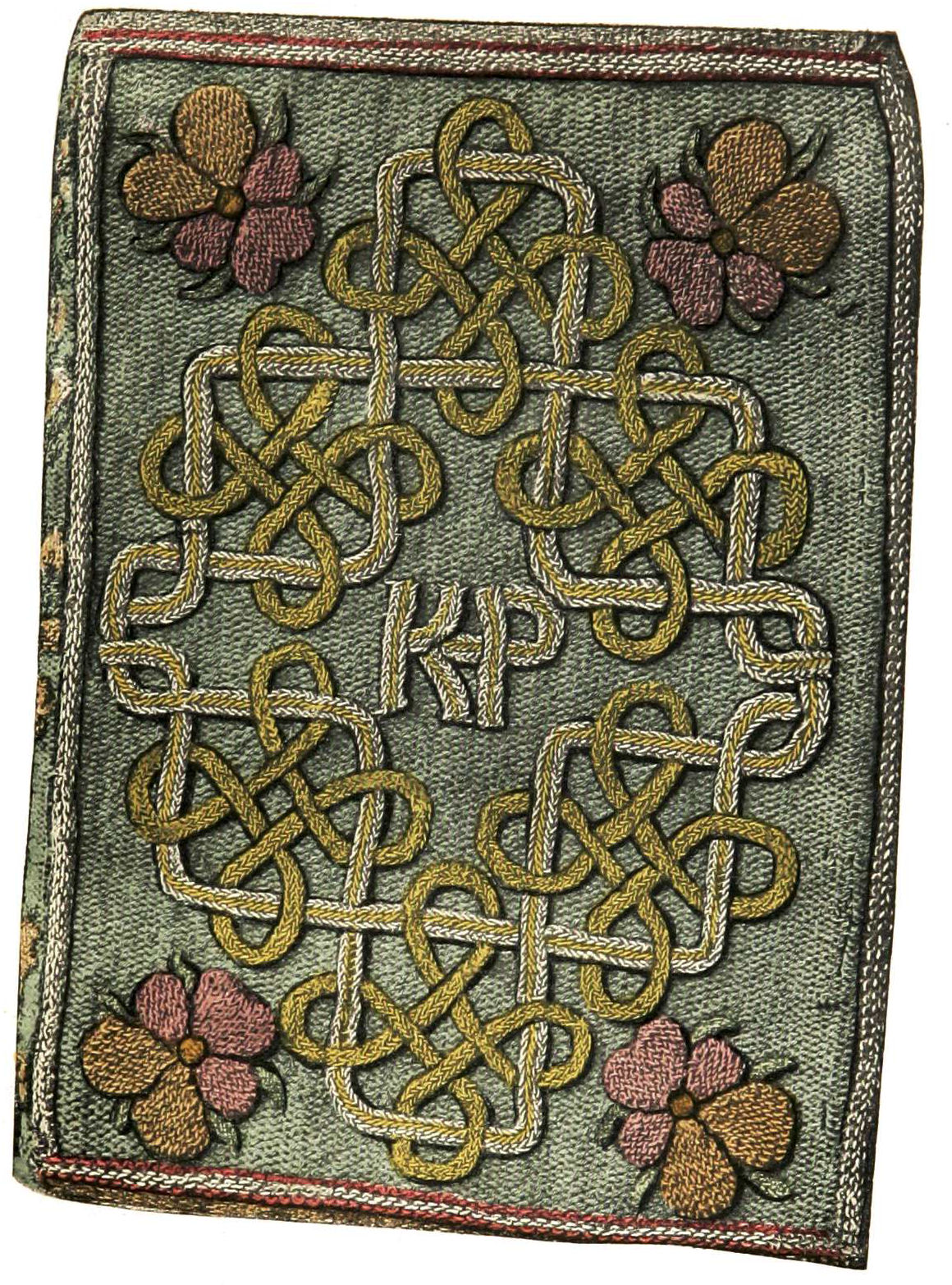
The Miroir or Glasse of the Synneful Soul, i översättning från franskan utförd av Elisabet. Detta var hennes nyårsgåva till drottning Katarina Parr år 1544. Det broderade omslaget med monogrammet KP för "Katherine Parr" tros ha utförts av Elisabet.

Henrik VIII dog år 1547 när Elisabet var 13 år gammal, och han efterträddes av Elisabets halvbror Edvard. Katarina Parr, Henrik VIII:s sjätte och sista hustru, gifte snart om sig med Thomas Seymour av Sudeley, Edvard VI:s morbror och brodern till riksföreståndaren, (Lord Protector), Edward Seymour, hertig av Somerset. Elisabet upptogs i parets hushåll i Chelsea. Där genomgick Elisabet en känslomässig kris, som historiker sedan dess har hävdat kom att påverka resten av hennes liv. Thomas Seymour, som närmade sig 40 men som fortfarande hade både charm och en påtaglig sex appeal, började ägna sig åt handgripliga lekar med den 14-åriga Elisabet. Han tog för vana att komma till hennes sovrum i bara nattskjortan, kittla henne och klappa henne på rumpan. Efter att Katarina Parr upptäckt dem i en omfamning satte hon stopp för dessa "lekar". I maj år 1548 skickades Elisabet iväg.
Seymour fortsatte att smida planer för en framtid där han med hjälp av sina förankringar i den kungliga familjen skulle kunna öka sin makt. När Katarina Parr avled i barnsängsfeber efter att ha givit liv åt en flicka, Mary, den 5 september 1548, återupptog Seymour sin uppvaktning av Elisabet, i förhoppning om att kunna få ett äktenskap till stånd. Dock kom detaljerna kring hans oförståndiga uppträdande gentemot Elisabet fram till riksföreståndaren, efter att förhör hållits med Kat Ashley, och Thomas Parry som ansvarade för Elisabets ekonomi. För hertigen av Somerset och övriga medlemmar av rådet var detta droppen som fick bägaren att rinna över, och i januari år 1549 arresterades Seymour, misstänkt för att ha velat gifta sig med Elisabet och störta sin bror. Elisabet, som vid tillfället bodde på Hatfield House, gjorde inga medgivanden. Hennes envetna nekanden frustrerade förhörsledaren, sir Robert Tyrwhitt, som rapporterade att: "Jag kan se i hennes ansikte att hon är skyldig". ("I do see it in her face that she is guilty"). Seymour halshöggs den 20 mars 1549.

## Maria I:s regeringstid

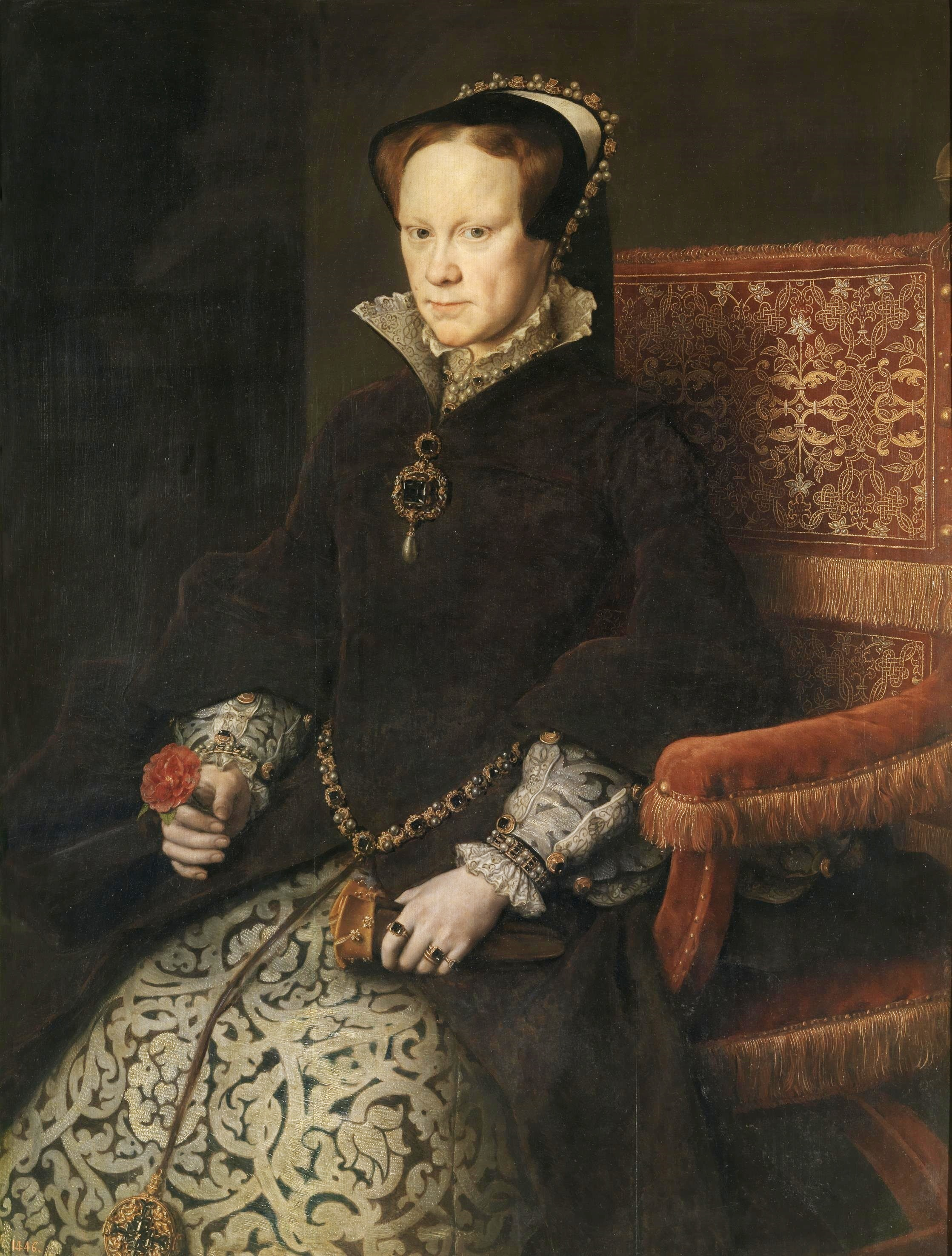
Maria I, av Anthonis Mor, 1554.

Edvard VI avled den 6 juli 1553, vid 15 års ålder. Hans testamente stred mot tredje successionsakten, som antagits av parlamentet 1544 och uteslöt både Maria och Elisabet från tronföljden och utsåg istället lady Jane Grey till tronarvinge. Lady Jane Grey var dotterdotter till Henrik VIII:s yngre syster Maria Tudor som varit drottning av Frankrike, men som sedan gifte om sig med Charles Brandon, 1:e hertig av Suffolk. Lady Jane utropades som drottning av Privy Council, men stödet för henne föll snart samman och hon avsattes efter att bara ha regerat i nio dagar. Maria kunde triumferande rida in i London som drottning, med halvsystern Elisabet vid sin sida.
Solidariteten, åtminstone på ytan, mellan systrarna kom dock inte att bli långvarig. Maria, som var landets första oemotsatta regerande drottning, var fast besluten att utplåna den protestantiska tron, som ju Elisabet uppfostrats i, ur England och hon befallde att alla var tvungna att närvara när den katolska mässan firades. Denna befallning omfattade även Elisabet, som tvingades att böja sig, åtminstone till det yttre. Den popularitet som Maria åtnjöt inledningsvis avtog snabbt då det blev känt att hon tänkte gifta sig med Filip II av Spanien, son till Karl V, kejsare av det heliga tysk-romerska riket. Missnöjet spred sig kvickt, och många engelsmän satte sitt hopp till Elisabet som sågs som en möjlig ledare för en protestantisk opposition. I januari och februari år 1554 bröt de uppror ut i England och Wales som leddes av Thomas Wyatt.
När Wyatts uppror misslyckats fördes Elisabet till hovet där hon utsattes för stränga förhör om eventuellt stöd till upprorsmännen. Trots att inget kunde bevisas spärrades Elisabet på drottningens order in i Towern där lady Jane Grey hade avrättats den 12 februari för att inte kunna fungera som samlingspunkt för nya uppror. Den skräckslagna Elisabet hävdade ivrigt sin oskuld. Även om det är osannolikt att hon aktivt sammansvurit sig med rebellerna, är det känt att vissa av dem försökt sätta sig i kontakt med henne. Marias närmaste förtrogne, den spanske ambassadören Simon Renard, hävdade att drottningen aldrig skulle kunna sitta säkert på sin tron medan Elisabet fanns i livet, och lordkanslern, Stephen Gardiner, gjorde stora ansträngningar för att kunna ställa Elisabet inför rätta. Elisabets vänner vid hovet, däribland Lord Paget, lyckades övertala drottning Maria att det var bättre för henne att låta Elisabet leva, i avsaknad av fällande bevis. Istället fördes Elisabet den 22 maj från Towern till Woodstocks slott, där hon sedan hölls i husarrest under nästan ett år med sir Henry Bedingfield som motvillig "övervakare". När hon fördes till Woodstock samlades folkskaror längs vägen och hurrade för henne.

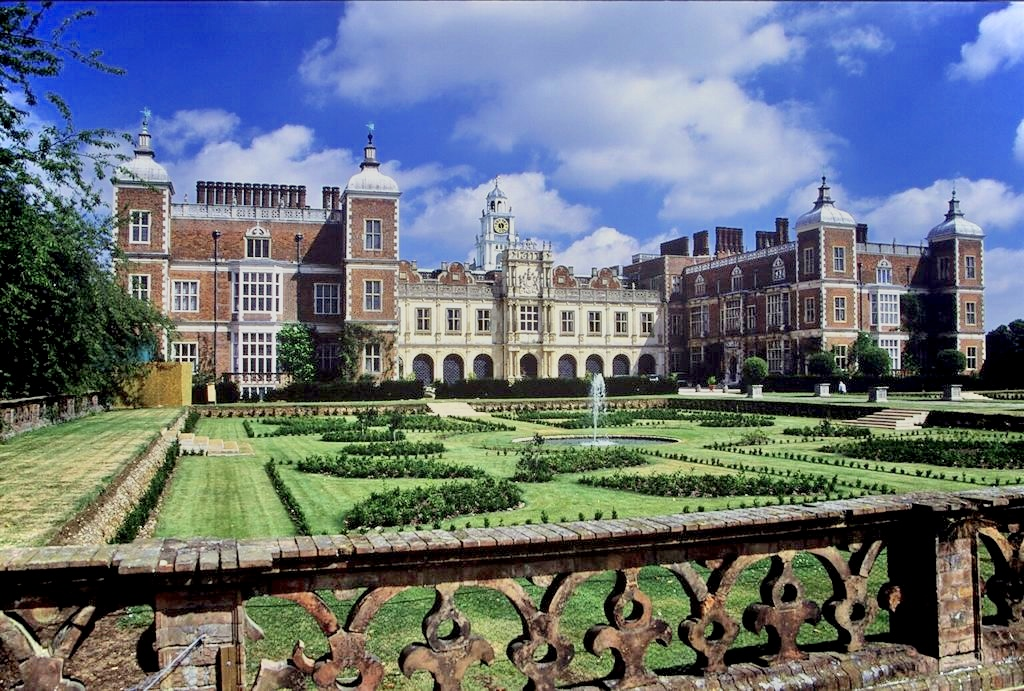
Hatfield House har byggts om och till många gånger sedan 1500-talet. Det var i det ursprungliga slottet som Elisabet i november år 1558 fick veta att hennes syster var död, och att hon själv var drottning av England.

Den 17 april 1555 återkallades Elisabet till hovet för att kunna övervakas under det man trodde var slutet på drottningens graviditet. Om Maria och hennes barn omkom vid förlossningen skulle Elisabet bli drottning. Om, å andra sidan, Maria gav liv åt ett friskt barn, skulle Elisabets chanser att någonsin bestiga tronen drastiskt minska. När det blev uppenbart att drottningen inte alls varit gravid upphörde folk att tro att hon någonsin skulle kunna få något barn. Det föreföll allt mer säkert att Elisabet skulle efterträda sin syster på tronen. Till och med Marias make Filip, som blev kung av Spanien år 1556, erkände att detta var den politiska verkligheten. Fortsättningsvis behandlade han Elisabet med stor hänsyn, då han föredrog henne som tronarvinge framför alternativet, Maria Stuart, som vuxit upp i Frankrike och var trolovad med den franske tronarvingen, den blivande Frans II. När hans hustru blev sjuk år 1558 sände Filip ambassadören greve Feria för att rådslå med Elisabet. I oktober var Elisabet redan igång med att planera för sitt trontillträde. Den 6 november utnämnde Maria officiellt Elisabet till sin efterträdare. Elva dagar senare blev Elisabet drottning av England och Irland då Maria avled i St. James's Palace den 17 november 1558.

## Trontillträde
Elisabet blev drottning vid 25 års ålder. Som monark följde Elisabet huvudsakligen den avsikt hon tillkännagav redan vid sitt trontillträde, att regera  "by good counsel", alltså med råds råde. och hon kom att utveckla ett nära samarbete med sitt Privy council under ledning av William Cecil, Baron Burghley. När hon i procession färdades genom London kvällen före sin kröning välkomnades hon helhjärtat av stadsborna och hälsades med tal och tablåer, varav de flesta var fullspäckade med protestantisk symbolik. Elisabets vänliga och spontana svar på hyllningarna mottogs med stor värme av åskådarna som förtrollades av den unga drottningen. Dagen därpå, den 15 januari 1559 kröntes Elisabet i Westminster Abbey där hon mottog smörjelsen av den katolske biskopen av Carlisle, Owen Oglethorpe. Hon framträdde sedan för folket och mottog deras bifall mot en ljudkuliss av trummor, trumpeter, klockringningar och säckpipor.

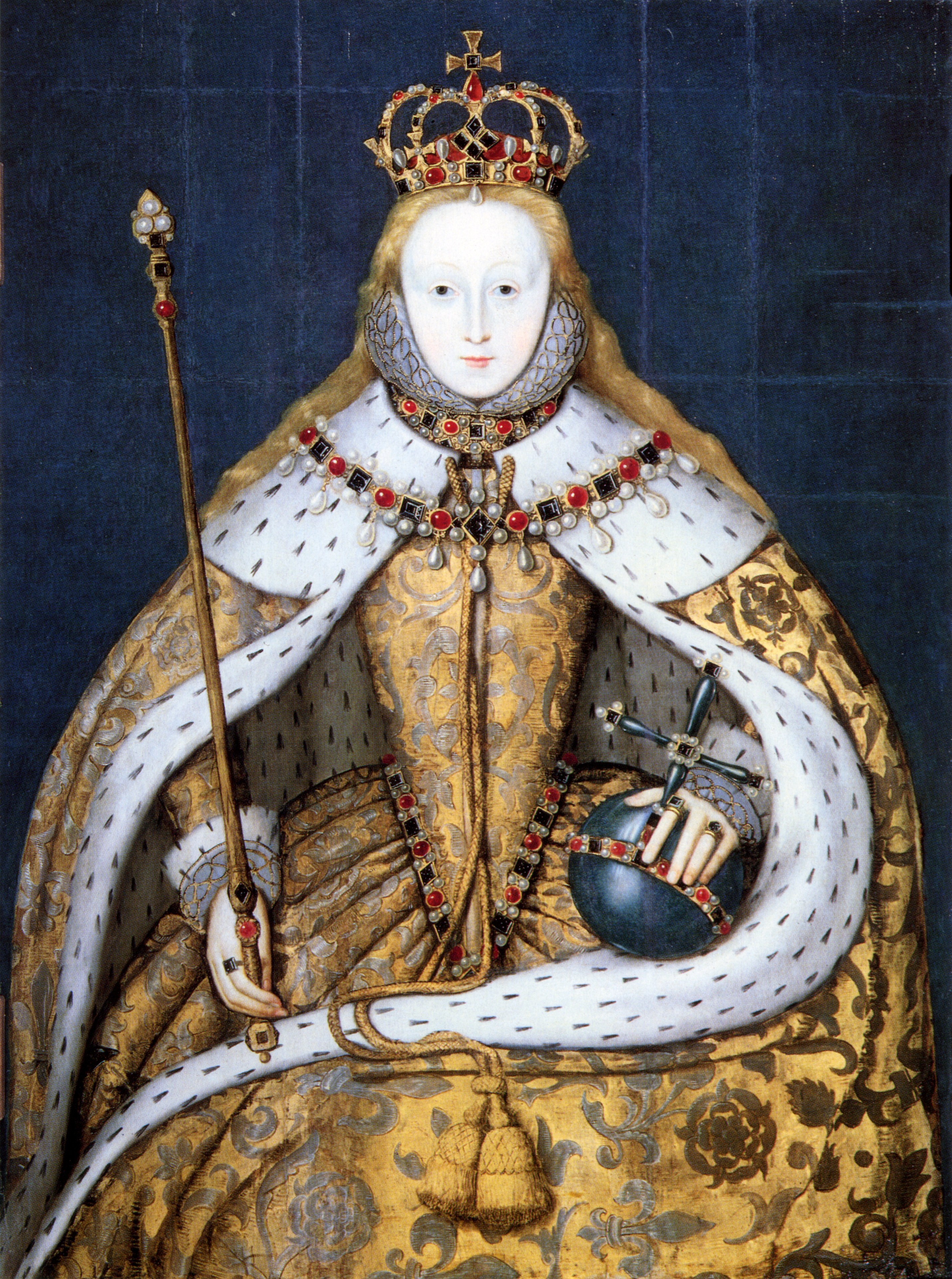
Elisabet I i kröningsdräkten som är kantad med hermelin, och vars mönster föreställer Tudorrosen.

Den 20 november 1558 höll Elisabet ett tal inför de rådsmedlemmar och pärer som kommit till Hatfield för att svära henne sin trohetsed. Elisabet tillkännagav i detta tal vilka avsikter hon hade med sin regering, och för första gången finns det nedskrivet att hon använt sig av den metafor som hon sedan så skickligt och ofta kom att utnyttja: de "två kropparna" som syftar på hennes fysiska kropp och hennes andliga, konungsliga, kropp:
My lords, naturens lag får mig att sörja min syster, den börda som nu tillkommer mig att bära gör mig förundrad, och ändå, med tanke på att jag är Guds skapelse, ålagd att lyda Hans befallningar, ska jag hänge mig åt denna börda och jag önskar av hela mitt hjärta att jag kan få bistånd av Hans nåd att utföra Hans vilja i detta ämbete som anförtrotts mig. Och även om jag bara är en kropp av naturen, så är jag även med Hans tillåtelse en politisk kropp, ämnad att regera, och jag önskar därför att ni alla ska bistå mig...så att jag med mitt styre, och ni genom att tjäna mig, ska kunna göra gott inför Herren, och även åstadkomma lättnader för våra efterkommande här på jorden. Jag avser att låta alla mina handlingar baseras på råds råde. (My lords, the law of nature moves me to sorrow for my sister; the burden that is fallen upon me makes me amazed, and yet, considering I am God's creature, ordained to obey His appointment, I will thereto yield, desiring from the bottom of my heart that I may have assistance of His grace to be the minister of His heavenly will in this office now committed to me. And as I am but one body naturally considered, though by His permission a body politic to govern, so shall I desire you all...to be assistant to me, that I with my ruling and you with your service may make a good account to Almighty God and leave some comfort to our posterity on earth. I mean to direct all my actions by good advice and counsel.)

## Religion
Elisabets politik i religiösa frågor präglades framförallt av pragmatism, vilket framgår av hur hon handskades med följande viktiga frågor:
För det första så var frågan om drottningens legitimitet av vikt. Trots att hon rent tekniskt var illegitim enligt både protestantisk och katolsk lag var det faktum att hon retroaktivt förklarats illegitim av den protestantiska kyrkan inte en så stor nackdel för henne som att hon enligt den katolska kyrkan aldrig varit legitim över huvud taget. För hennes egen del förefaller dock det viktigaste ha varit att hon ansåg att frigörelsen från Rom innebar att hon blivit legitim. Av denna anledning var det aldrig sannolikt att Elisabet offentligt skulle säga sig tillhöra något annat än den protestantiska tron.
Elisabet och hennes rådgivare var också tvungna att planera för att bemöta ett eventuellt katolskt korståg mot det protestantiska England. Elisabet försökte därför erbjuda en lösning på kyrkliga frågor som inte alltför kraftigt stred mot hennes katolska undersåtars samveten men som ändå tillfredsställde protestanterna. Hon var motståndare till de radikala protestanter och puritaner som krävde mer långtgående reformer. Följaktligen antog parlamentet år 1559 på drottningens anmodan en kyrkoordning som till stor del byggde på den protestantiska kyrkolag som stiftats under Edvard VI, men som även innehöll flera katolska inslag såsom prästerskapets klädsel.
Det brittiska underhuset ställde sig i det närmaste enhälligt bakom denna kyrkoordning, men förnyandet av den lag som fastslog att Elisabet, liksom tidigare hennes far och bror, skulle vara kyrkans absoluta överhuvud, Suprematiakten mötte motstånd i överhuset, främst från biskoparna. Elisabet hade dock tur och många biskopssäten råkade vara lediga vid tillfället, däribland posten som ärkebiskop av Canterbury. Detta möjliggjorde för pärerna att rösta ner biskoparnas motstånd. Elisabet tvingades ändå att gå med på att anta titeln Supreme Governor i stället för Supreme Head, då många ansåg att en kvinna inte kunde vara överhuvud för kyrkan, utan fann en titel som innebar beskyddare eller handhavare mer acceptabel. Den nya kyrkoordningen blev lag den 8 maj 1559. Alla offentliga ämbetsmän var tvungna att svära en trohetsed till monarken såsom Supreme Governor of the Church of England, eller riskera att bli av med sina ämbeten. De gamla kätterilagarna upphävdes för att undvika framtida religiösa förföljelser liknande dem som ägt rum under Marias regering. Vid samma tillfälle antogs en ny Act of Uniformity 1559, som innebar att det blev obligatoriskt att närvara vid kyrkans gudstjänster samt att använda en omarbetad version av den år 1552 utgivna böneboken, Book of Common Prayer. Straffen om man bröt mot denna lag var dock förhållandevis milda.
Hårdare än mot katoliker betedde sig drottningen till en början mot puritanerna. Englands primas, ärkebiskop Grindal av Canterbury, suspenderades på grund av sympatier för puritanernas läror från sitt ämbete och hölls i fängsligt förvar i sitt eget palats. Andra präster och professorer med samma åskådning avsattes. Puritaner som alltför häftigt och högljutt angrep den anglikanska kyrkans institutioner dömdes till skampålen.
Situationen förändrades efter det katolska upproret 1569 och påvens bulla mot Elisabet året därpå. 1571 års parlament stärkte den engelska kyrkans protestantiska karaktär, förbjöd vid kropps- och dödsstraff all katolsk gudstjänst och förklarade varje förbindelse med Rom för högförräderi. England blev nu protestantismens förkämpe i Europa, först och främst gentemot motreformationens skyddsmakt Spanien. Totalt under Elisabets regering avrättades bortåt 200 katoliker som statsfiender.
Ärkebiskop av Canterbury under längst period av Elisabets regering var Matthew Parker, som varit kaplan åt Anne Boleyn.

## Äktenskapsfrågan

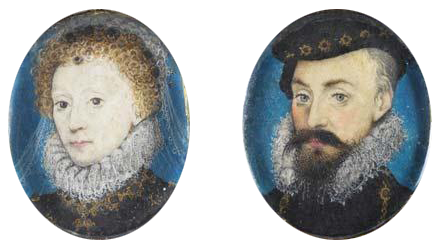
Elisabet och hennes gunstling Robert Dudley, 1:e earl av Leicester, c. 1575. Ett par miniatyrporträtt av ett frimärkes storlek, utförda av Nicholas Hilliard. Drottningens vänskap med Dudley varade i över 30 år, fram till hans död 1588.

Alltifrån trontillträdet förväntades Elisabet gifta sig, och den fråga man kom att ställa sig var vilken make hon skulle välja. Anledningen till att Elisabet kom att leva sitt liv som ogift är oklar och omdiskuterad. Historiker har spekulerat i att händelserna med Thomas Seymour hade avskräckt henne från sexuella relationer, eller i att hon skulle ha vetat om att hon av någon anledning var infertil. Hon övervägde en mängd frierier fram till dess hon uppnått cirka 50 års ålder, hennes sista allvarliga äktenskapsförhandlingar gällde Frans Hercule av Anjou, som var 22 år yngre än hon själv. Elisabet var dock inte i behov av någon man för att hjälpa henne regera och ett äktenskap skulle ha kunnat äventyra hennes maktmonopol och kunde ha inneburit att en främmande makt skulle kunna tillskansa sig makt i England då en hustru förväntades lyda sin man (detta var vad som hade hänt under Marias regering). Å andra sidan erbjöd ett äktenskap enda möjligheten för Elisabet att få ett barn, en arvinge.
En av drottningens utländska friare var Sveriges kronprins och sedermera kung; Erik XIV.

### Robert Dudley
Elisabet mottog flera erbjudanden om äktenskap, men det var bara tre eller fyra friare vars erbjudanden hon allvarligt övervägde någon längre tid. Den som kanske kom närmast att vinna hennes hand var drottningens barndomsvän Robert Dudley, 1:e earl av Leicester. Under våren 1559 förefaller vänskapen dem emellan ha utvecklats till kärlek. Intimiteten mellan dem blev snart ett hett ämne för skvaller, både inom och utom landet. Det sades också att hans hustru, Amy Robsart, led av en sjukdom i sitt ena bröst, och att drottningen önskade gifta sig med Dudley om hans hustru skulle avlida. Flera kungliga friare, och deras utsända representanter, började ägna sig åt allt grövre skvaller om att ett äktenskap mellan drottningen och hennes favorit skulle vara impopulärt i England: "Det finns inte en man här som inte högljutt protesterar mot deras beteende...hon vill inte gifta sig med någon annan än den favoriserade Robert". ("There is not a man who does not cry out on him and her with indignation ... she will marry none but the favoured Robert"). Det är inte förvånansvärt att Amy Robsarts död i september 1560, efter att ha fallit nerför en trappa och brutit nacken, orsakade en väldig skandal. Ryktet att Dudley skulle ha låtit mörda sin hustru för att kunna gifta sig med drottningen kom snart i omlopp. En förundersökning kom fram till slutsatsen att det rört sig om en olycka, och Elisabet övervägde en tid på allvar att gifta sig med Dudley. William Cecil och många fler av Englands högadel blev mycket förskräckta av detta, och tillkännagav sitt missnöje högljutt. Motståndet var överväldigande, det gick till och med rykten om att adeln skulle göra uppror om giftermålet kom till stånd.

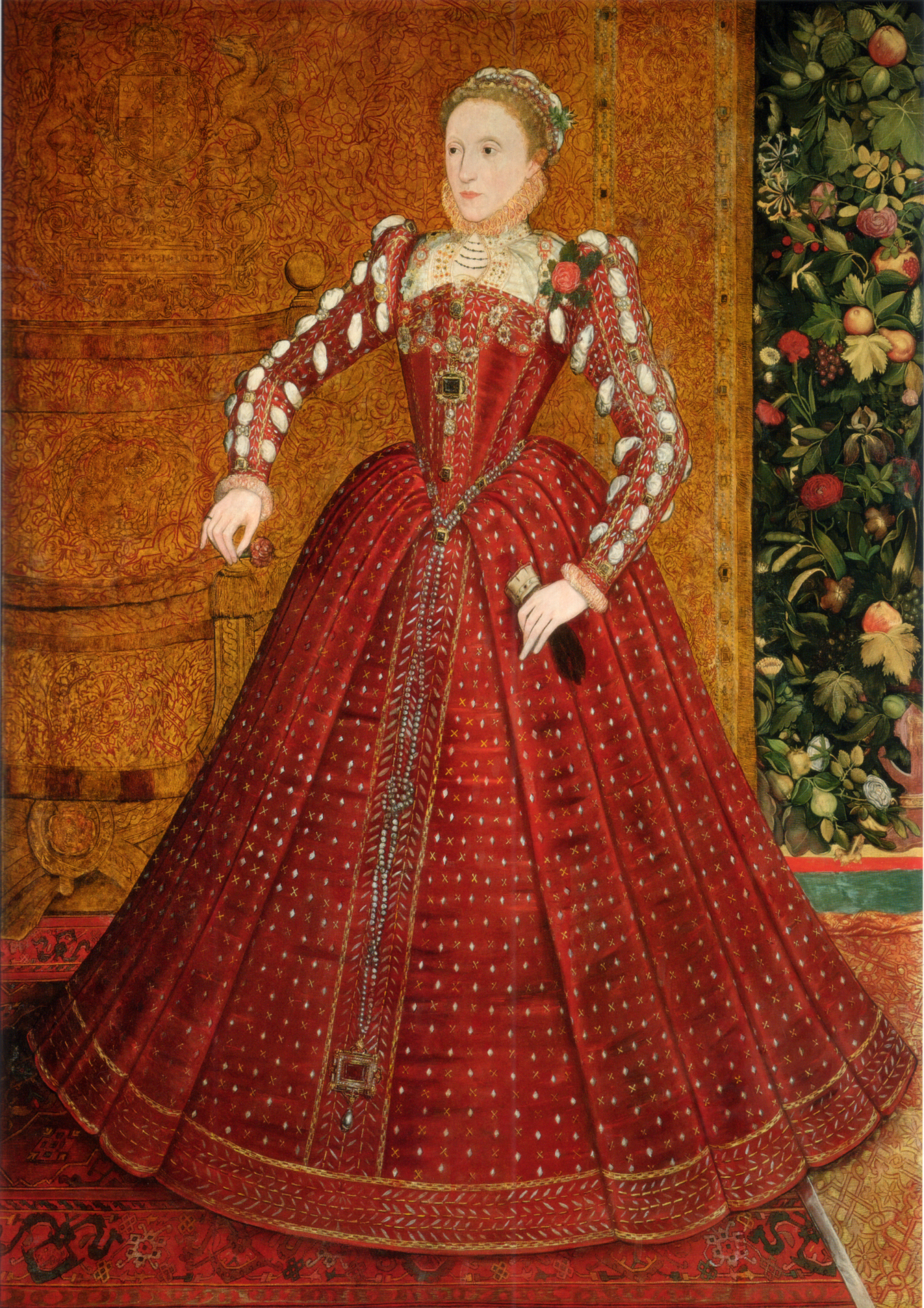
"Hampden"-porträttet av Steven van der Meulen, cirka 1563. Detta är det första helfigursporträttet av drottningen, målat innan de ikoniserade och symbolladdade porträtt som utvecklades ur myten om jungfrudrottningen blev stilbildande.

Trots att det förekom flera seriösa underhandlingar om äktenskap, framstod Dudley som den mest sannolike kandidaten i ytterligare över 10 år. Elisabet uppmuntrade hans upprepade frierier, och förblev mycket svartsjuk vad gällde ensamrätten på hans uppmärksamhet, även efter att hon själv slutligen beslutat sig för att inte gifta sig med honom. Elisabet upphöjde Dudley till earl av Leicester år 1564. År 1578 gifte han slutligen om sig, med Elisabets släkting Lettice Knollys, vilket orsakade enorma vredesutbrott hos drottningen, som resten av sitt liv refererade till lady Leicester som the She-wolf (varghonan) Dudley behöll trots detta en särskild plats i Elisabets hjärta. Han avled strax efter segern över den spanska armadan, och hans sista brev till Elisabet hittades efter hennes död bland hennes mest privata ägodelar, märkt med utanskriften "Hans sista brev" ("his last letter") med drottningens egen handstil.

### Äktenskapsfrågans politiska aspekter
Elisabet höll frågan om äktenskap öppen, men ofta endast av politiska och diplomatiska skäl. Parlamentet bad henne vid flera tillfällen ödmjukt att gifta sig, men drottningen kom alltid med undvikande svar.  År 1563 meddelade hon en utsänd från det kejserliga hovet att: "Om jag följer min naturs önskemål så är det följande, att vara en ensamstående tiggare hellre än en drottning och gift". ("If I follow the inclination of my nature, it is this: beggar-woman and single, far rather than queen and married"). Samma år, efter att Elisabet lyckosamt tillfrisknat från att ha drabbats av smittkoppor, blev frågan om tronföljden aktualiserad. Parlamentet bönföll drottningen att gifta sig, eller utnämna en formell tronföljare, för att undvika ett inbördeskrig om hon skulle avlida utan barn. Hon vägrade att göra något av detta. I april lät hon suspendera parlamentet, som sedan inte återsammanträdde förrän hon behövde deras godkännande till höjda skatter år 1566. Underhuset hotade med att förvägra drottningen att höja skatterna till dess hon utnämnt en efterträdare. 
År 1566 anförtrodde drottningen den spanska ambassadören att om det funnes något sätt för henne att lösa frågan om successionen utan att hon var tvungen att gifta sig så skulle hon göra det. När 1570-talet tog sin början hade flera av Elisabets mest framstående ministrar funnit sig i att drottningen aldrig skulle varken gifta sig eller utnämna en arvinge.  William Cecil hade då redan börjat leta andra lösningar på problemet med successionen. Med anledning av hennes inställning i äktenskapsfrågan, och den därmed sammanhörande successionsfrågan, anklagades drottningen ofta för att vara ansvarslös. Elisabets tystnad ökade dock hennes politiska trygghet, hon visste att om hon utsåg en efterträdare skulle detta göra henne sårbar för uppror till fördel för en (främst manlig eller katolsk) tronföljare. Tronföljden efter Elisabet I skulle komma att bli en av de stora frågorna under hennes regeringstid. 
Elisabets ogifta ställning inspirerade en jungfrukult. Inom både konst och poesi skildrades drottningen som jungfru, gudinna eller både och, inte som en vanlig kvinna. Inledningsvis var det bara Elisabet som såg sin ogifta status som en dygd, år 1559 lät hon parlamentet veta att: "Och slutligen så kommer detta att vara tillräckligt för mig, att en marmorsten kommer att omtala att en drottning, efter att regerat en viss tid, levde och dog som jungfru" ("And, in the end, this shall be for me sufficient, that a marble stone shall declare that a queen, having reigned such a time, lived and died a virgin"). Längre fram, särskilt efter år 1578, hakade poeter och målare på detta uttalande och utvecklade en ikonografi på temat som upphöjde Elisabet. I en tidsålder av metaforer och symbolik avbildades drottningen som förmäld med sitt kungarike och sina undersåtar, under Guds beskydd. År 1559 talade Elisabet om "alla mina äkta män, mitt goda folk" ("all my husbands, my good people").

## Utrikespolitik

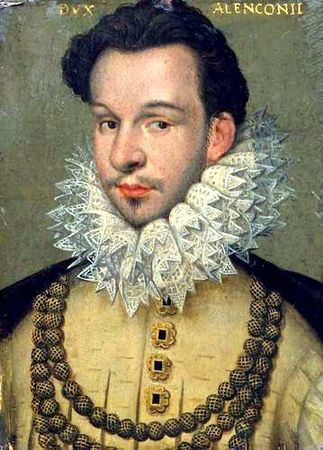
Frans Hercule av Anjou av Nicholas Hilliard. Elisabet kallade hertigen sin "groda", och sade sig inte finna honom "så deformerad som hon hade förletts tro" ("not so deformed as she had been led to expect").

Elisabets sätt att regera var mer kompromissvilligt än hennes fars och syskons. Ett av hennes motton var "video et taceo" ("Jag ser, men säger inget"). Denna strategi, som ibland kunde driva hennes rådgivare till frustration, räddade henne ofta från politiska, och äktenskapliga, mesallianser. 
Förutom vad gäller Robert Dudley behandlade Elisabet äktenskapsfrågan som en del av hennes utrikespolitik. Trots att hon avslog Filip II:s frieri år 1559 förhandlade hon under många år om äktenskap med hans kusin, ärkehertig Karl av Österrike. Relationen med ätten Habsburg försämrades år 1568. Elisabet övervägde då att gifta sig med, i tur och ordning, två franska prinsar, bröderna Henrik III av Frankrike och senare hans yngre bror, Frans Hercule av Anjou. Dessa senare äktenskapsförhandlingar kom att vara av och till från 1572 till 1581, och hörde samman med en planerad allians mot Spaniens kontroll över Nederländerna. Elisabet förefaller ha tagit äktenskapsförhandlingarna på allvar, åtminstone inledningsvis, och tog för vana att bära ett örhänge i form av en groda som hon fått som gåva av Anjou.
Elisabets utrikespolitik gick till största del ut på att försvara sig, eller undvika konflikter. Det stora undantaget var den katastrofala belägringen av Le Havre från oktober 1562 till juni 1563, då Elisabets allierade, hugenotterna, slog sig samman med katolikerna för att återerövra hamnen. Elisabet hade haft för avsikt att byta ut Le Havre mot Calais, som Frankrike hade återerövrat från England i januari år 1558. Drottningen skickade trupper till Skottland år 1560 för att förhindra att Frankrike utnyttjade grannlandet som bas för en attack mot England. År 1585 undertecknade hon  Nonsuchfördraget med Nederländerna, vars syfte var att blockera det spanska hotet mot England. Det enda område där Elisabet aktivt förde en aggressiv utrikespolitik var flottan. Detta betalade sig i kriget mot Spanien, då 80% av striderna utspelade sig till havs. Hon lät dubba sir Francis Drake till riddare efter hans världsomsegling mellan åren 1577 och 1580, och han vann berömmelse för sina anfall mot spanska hamnar och flottstyrkor. Många av de elisabetanska sjöfararna drevs av vinsterna som stod att hämta genom att agera som pirater, vilket Elisabet hade svårt att förhindra och ibland direkt understödde.

### Skottland

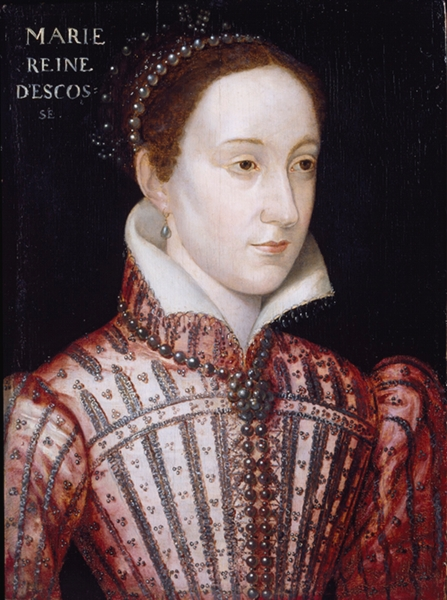
Maria Stuart var sondotter till Henrik VIII:s syster Margareta och därmed en av Elisabets närmaste släktingar.

Elisabets främsta intresse vad gällde Skottland var att undvika att Frankrike befäste sin makt i landet. Hon fruktade att fransmännen planerade en invasion av England och att de ville göra den katolska Maria Stuart till drottning istället för Elisabet. Då Elisabet förklarats vara illegitim var det många, främst katoliker, som betraktade den skotska drottningen som den rättmätiga drottningen även av England. Elisabet övertalades att skicka en beväpnad styrka till Skottland för att stödja protestantiska upprorsmakare, och trots att denna kampanj inte resulterade i någon tydlig seger så avlägsnade det fredsfördrag som slöts, Edinburghfördraget, i att det franska hotet från norr avvärjdes. När Maria Stuart återvände till Skottland år 1561 för att överta styret efter att ha blivit änka, leddes Skottland av en grupp protestantiska adelsmän understödda av Elisabet. Maria vägrade ratificera Edinburghfördraget.
Elisabet förolämpade Maria genom att föreslå ett giftermål mellan den skotska drottningen och sin egen gunstling, Robert Dudley. Istället gifte sig Maria år 1565 med Henry Stuart, Lord Darnley som genom sin mor kunde hävda arvsrätt till den engelska kronan. Detta äktenskap var det första i en serie allvarliga misstag, baserade på bristande omdöme, som Maria begick och som slutligen innebar att de skotska protestanterna och Elisabet avgick med den politiska segern. Darnley blev snabbt mycket impopulär i Skottland, och efter att han varit en av de ledande deltagarna i mordet på Marias sekreterare David Rizzio blev han direkt ökänd. I februari år 1567 mördades Darnley av en grupp konspiratörer som med största sannolikhet stod under ledning av James Hepburn, 4:e earl av Bothwell. Strax efteråt, den 15 maj år 1567, gifte sig Maria med Bothwell vilket innebar att mordmisstankarna kom att omfatta även henne. Elisabet skrev till Maria Stuart:
Vilket beslut hade kunnat vara mer skadligt för din heder än att i sådan hast gifta dig med en undersåte, som förutom andra och ökända brister, har anklagats av den allmänna uppfattningen för att vara din avlidne makes mördare, en handling som även har vidrört din egen ära, men i detta hoppas vi att ryktet är falskt. (How could a worse choice be made for your honour than in such haste to marry such a subject, who besides other and notorious lacks, public fame has charged with the murder of your late husband, besides the touching of yourself also in some part, though we trust in that behalf falsely).
Dessa händelser ledde inom kort till att Maria Stuart avsattes och fängslades på Loch Leven Castle. De skotska lorderna tvingade henne att abdikera till fördel för sin son, Jakob VI av Skottland som hade fötts i juni år 1566. Jakob fördes till slottet i Stirling där han sedan uppfostrades i den protestantiska tron. Maria rymde från Loch Leven Castle år 1568 och lyckades samla en armé. Efter ännu ett nederlag flydde hon över gränsen till England då hon litade på tidigare löften om stöd och vänskap från Elisabet. Elisabets första instinkt var också att komma till Marias hjälp och låta återinsätta henne på den skotska tronen, men vid närmare eftertanke valde hon och kronrådet att agera försiktigt. Hellre än att riskera att skicka Maria vidare till släktingarna i Frankrike, eller utrusta henne med en engelsk armé för att försöka återvinna den skotska tronen, höll de henne kvar i England där hon sedan fick tillbringa 19 år i allt strängare fångenskap, huvudsakligen på Sheffield Castle och Sheffield Manor hos George Talbot och hans maka Bess av Hardwick.

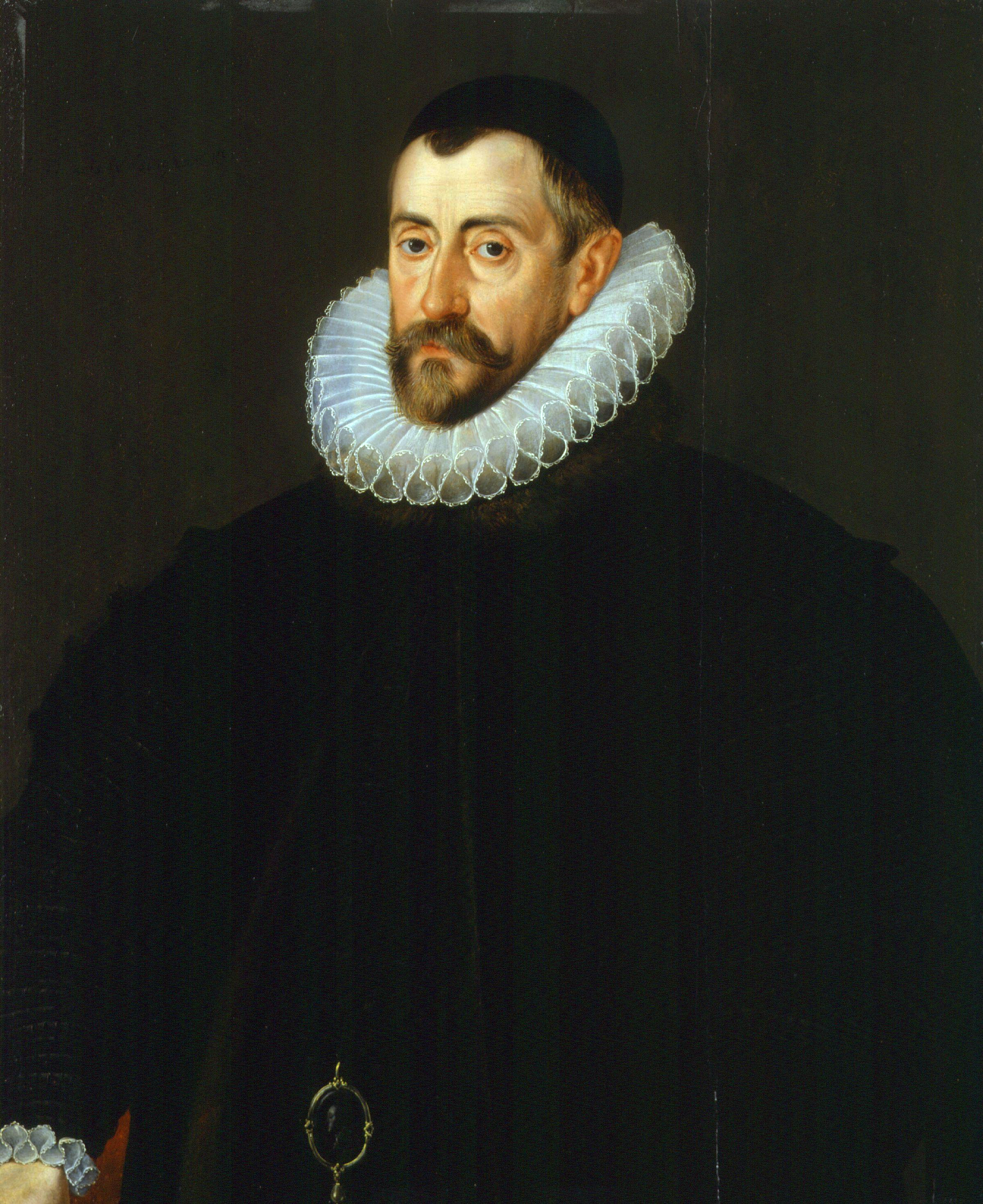
sir Francis Walsingham, Secretary of State 1573–1590. Såsom ansvarig för Elisabets säkerhetstjänst avslöjade Walsingham flera komplotter mot drottningens liv.

För personer som ville göra uppror mot Elisabet blev Maria Stuart ett naturligt fokus. År 1569 utbröt ett uppror i norra England, det så kallade Northern Rebellion, anstiftat av Thomas Howard, 4:e hertig av Norfolk, Charles Neville, 6:e earl av Westmorland och Thomas Percy, 7:e earl av Northumberland, vars syfte var att ersätta Elisabet med Maria, och det förekom planer på att gifta bort henne med hertigen av Norfolk. Elisabets svar på detta var att låta avrätta hertigen. Påven Pius V lät utfärda en påvlig bulla år 1570, den så kallade Regnans in Excelsis som förklarade att "Elisabet, som utger sig för att vara drottning av England, och är brottslighetens tjänare" ("Elizabeth, the pretended Queen of England and the servant of crime") var en kättare och att hennes undersåtar därför löstes från att visa henne tro och lydnad. Engelska katoliker fick därmed ytterligare en anledning att betrakta Maria Stuart som Englands rättmätiga härskare. Maria kanske inte ägde kännedom om varje konspiration som syftade till att sätta henne på Englands tron, men utifrån Ridolfisammansvärjningen år 1571 och Babingtonsammansvärjningen år 1586 kunde Walsingham och drottningens Privy Council ivrigt samla ihop tillräckligt med bevis för att understödja en fällande dom mot Maria Stuart.
Inledningsvis stod Elisabet emot alla krav på att Maria Stuart skulle avrättas, men mot slutet av 1586 hade hon låtit övertala sig att godkänna en rättegång och sedermera Marias avrättning. De främsta bevisen var brev Maria Stuart skrivit kopplade till Babingtonsammansvärjningen. Elisabets tillkännagivande av domen förklarade att "Maria, efter att ha hävdat rätt till vår krona, hade iscensatt och tänkt ut i detta vårt rike, diverse planer och handlingar i syfte att skada, döda och förgöra vår kungliga person. ("the said Mary, pretending title to the same Crown, had compassed and imagined within the same realm divers things tending to the hurt, death and destruction of our royal person.") Den 8 februari 1587 halshöggs Maria på slottet Fotheringhay i Northamptonshire. Hon blev 44 år gammal.

### Spanien
Den ytliga vänskap som existerade mellan Elisabet och Filip II när Elisabet tillträdde tronen varade inte länge. Elisabet minskade snabbt det spanska inflytandet i England. Trots att Filip II hjälpte henne att avsluta de italienska krigen med Freden vid Cateau Cambrésis, förblev Elisabet diplomatiskt oberoende.
Efter den katastrofala ockupationen, och förlusten, av Le Havre 1562–1563 undvek Elisabet vidare militära företag på kontinenten fram till 1585 då hon sände en engelsk armé för att försöka bistå den protestantiska revolutionen i Nederländerna mot Filip II av Spanien. Detta var en följd av att hennes allierade Vilhelm av Oranien och hennes tidigare friare hertigen av Anjou båda hade avlidit, och holländarna hade tvingats ge upp en serie städer till Filips härförare  Alessandro Farnese, hertig av Parma och Piacenza som dessutom var spansk guvernör över Nederländerna. I december år 1584 bildades en allians mellan Filip II och den franska katolska ligan genom Joinvillefördraget vilket försvårade för Henrik III av Frankrike som ville göra motstånd mot den spanska dominansen i Nederländerna. I fördraget utökades också det spanska inflytandet över området längs den franska kusten vid Engelska kanalen, där den katolska ligan var stark, och detta innebar ett uppenbart hot mot England. Belägringen av Antwerpen som utfördes av hertigen av Parma sommaren 1585 gjorde det nödvändigt för engelsmännen och holländarna att reagera. Konsekvensen blev  Nonsuchfördraget, undertecknat i augusti år 1585, vari England utlovade militärt stöd till Holländarna. Fördraget markerade början på den engelsk-spanska kriget som varade fram till Londonfördraget år 1604.
Kampanjen i Nederländarna leddes av drottningens favorit, Robert Dudley, 1:e earl av Leicester. Elisabet var redan från början motvillig till denna aktion. Hennes strategi var att offentligt stödja holländarna med en engelsk armé, men att samtidigt så fort Leicester anlänt till Nederländerna, inleda hemliga fredssamtal med Spanien, vilket naturligtvis gick emot Leicester intressen av att bedriva en aktiv militärkampanj i enlighet med fördraget med holländarna. Elisabet meddelade dock att hon önskade att han "till varje pris skulle undvika varje avgörande handling mot fienden". ("to avoid at all costs any decisive action with the enemy"). Leicester väckte Elisabets vrede genom att acceptera titeln Governor-General de holländska Generalstaterna. Elisabet såg detta som ett knep från holländarnas sida för att tvinga henne att ta emot den nederländska kronan, vilket hon alltid vägrat att göra. Hon skrev till Leicester:
Vi hade aldrig kunnat föreställa oss, om vi inte hade egen erfarenhet av att se det hända) att en man som vi själva upphöjt, och på ett utomordentligt sätt visat vår gunst, mer än någon annan undersåte i detta land, skulle på ett så föraktligt sätt ha brutit mot vår befallning i en fråga som i så hög grad rör vår heder...Och det är därför vår uttalade vilja och befallning att, utan vidare förseningar eller ursäkter, du omedelbart vid din heder lyder och fullföljer allt vad bäraren av detta brev ålägger dig att utföra i vårt namn. Om du skulle underlåta att göra detta så kan det bli din undergång. (We could never have imagined (had we not seen it fall out in experience) that a man raised up by ourself and extraordinarily favoured by us, above any other subject of this land, would have in so contemptible a sort broken our commandment in a cause that so greatly touches us in honour....And therefore our express pleasure and commandment is that, all delays and excuses laid apart, you do presently upon the duty of your allegiance obey and fulfill whatsoever the bearer hereof shall direct you to do in our name. Whereof fail you not, as you will answer the contrary at your utmost peril.)
Den befallning Elisabet syftade på var att brev där hon nekade Leicester att acceptera titeln Governor-General skulle läsas upp offentligt inför de nederländska generalstaterna i Leicesters närvaro. Denna offentliga förnedring av hennes representant, i kombination med drottningens fortlöpande försök att uppnå en hemlig separatfred med Spanien, undergrävde Leicesters ställning i Nederländerna på ett irreparabelt sätt. Fälttåget hindrades också av Elisabets kontinuerliga vägran att skicka nödvändiga resurser till sina svältande soldater. Hennes ovilja att verkligen stödja kampanjen, Leicesters tillkortakommanden som befälhavare och holländarnas oförmåga att hålla fast vid en enad strategi var alla orsaker till att kampanjen misslyckades. Leicester avsade sig slutligen befälet i december år 1587.
Under tiden hade sir Francis Drake företagit en färd till Västindien under 1586 och 1587, och han hade där anfallit och plundrat spanska skepp och hamnar. På vägen hem slog han till mot Cadiz där han lyckades sänka den spanska krigsflotta som var avsedd att invadera England. Filip II hade slutligen bestämt sig för att föra kriget till engelsk mark.

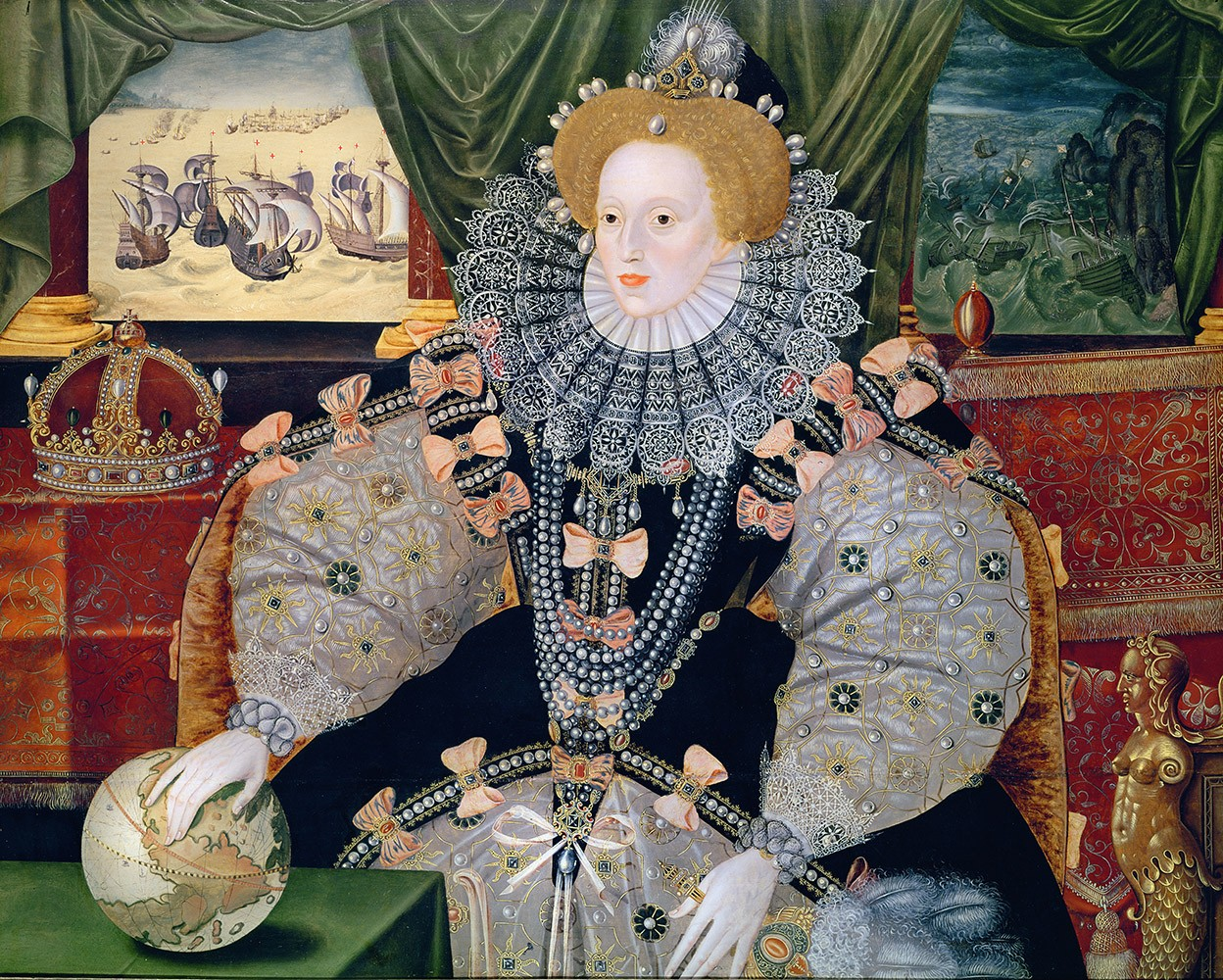
Porträtt av Elisabet, målat för att hylla henne efter segern mot den spanska armadan år 1588. Elisabets hand vilar på jordgloben som symbol för hennes globala makt.

Den 12 juli 1588 satte den spanska armadan segel mot Engelska kanalen. Flottan var ämnad att föra en invasionsstyrka under hertigens av Parma ledning från Nederländerna till den engelska kusten. En kombination av felberäkningar, otur, och ett anfall från engelska brandfartyg den 29 juli utanför Gravelines som skingrade den spanska flottan ledde till att armadan besegrades. Resterna av den stolta armadan kämpade sig tillbaka till Spanien genom stormar och efter att ha förlorat ytterligare fartyg i oväder utanför den irländska kusten. Då det dröjde innan det blev känt att armadan gått under förberedde sig England på att möta den spanska attacken under ledning av earlen av Leicester. Han bjöd in drottningen att inspektera trupperna vid Tilbury i Essex den 8 augusti. Iförd en bröstplåt av silver över en vit sammetsklänning höll hon där ett av sina mest berömda tal:
Mitt trogna folk, vi har fått höra av sådana personer som är rädda om vår säkerhet att vi borde vara försiktiga med hur vi blottar oss inför väpnade massor för att skydda oss från förräderi, men jag försäkrar er om att jag vill inte leva om det innebär att misstro mitt trogna och kärleksfulla folk...Jag vet att jag endast har en svag och vek kvinnas kropp, men jag har en kungs hjärta och ryggrad, och en kung av England dessutom, och jag känner bara förakt inför att hertigen av Parma, eller någon annan furste, skulle våga invadera gränserna till mitt rike. (My loving people, we have been persuaded by some that are careful of our safety, to take heed how we commit ourself to armed multitudes for fear of treachery; but I assure you, I do not desire to live to distrust my faithful and loving people....I know I have the body but of a weak and feeble woman, but I have the heart and stomach of a king, and of a King of England too, and think foul scorn that Parma or Spain, or any Prince of Europe should dare to invade the borders of my realm.)
När invasionen uteblev bröt glädje ut i hela nationen. Elisabets procession till en tacksägelsegudstjänst i St Paul's Cathedral var ett nästan lika stort skådespel som den procession hon genomfört inför sin kröning. Segern över armadan var även en stor propagandaseger, både för Elisabet personligen och för det protestantiska England. Engelsmännen såg segern som ett tecken på Guds särskilda beskydd och på nationens oövervinnerlighet under Jungfrudrottningen. Dock lyckades inte segern sätta punkt för kriget mot Spanien som både fortsatte och utvecklade sig till Spaniens favör. Spanien fortsatte att kontrollera Nederländerna, och invasionshotet kvarstod. Sir Walter Raleigh hävdade efter Elisabets död att hennes försiktighet hade varit till förfång i kriget mot Spanien:
Om den avlidna drottningen hade litat lika mycket på sina militärer som på sina sekreterare hade vi under hennes tid kommit att besegra och splittra det stora imperiet, och göra deras kungar av fikon och apelsiner som förr i tiden. Men Hennes Majestät gjorde allt till hälften, och genom småaktiga invasioner lärde hon spanjorerna hur de skulle försvara sig, och att inse sina egna svagheter. (If the late queen would have believed her men of war as she did her scribes, we had in her time beaten that great empire in pieces and made their kings of figs and oranges as in old times. But her Majesty did all by halves, and by petty invasions taught the Spaniard how to defend himself, and to see his own weakness.)
Även om vissa historiker har kritiserat Elisabet av samma orsaker så har likväl Raleighs domslut ofta avfärdats som orättvist. Elisabet hade goda skäl att inte sätta alltför stor tilltro till sina befälhavare som hade en tendens att, när det väl var dags för handling, som hon själv uttryckte det: "styras av en önskan att framhäva sig själva" ("to be transported with an haviour of vainglory").

### Frankrike
När den protestantiske Henrik IV ärvde den franska tronen år 1589 gav Elisabet honom militärt stöd. Det var hennes första inblandning i Frankrike sedan förlusten vid Le Havre år 1563. Henriks trontillträde mötte starkt motstånd från den katolska ligan och Filip II, och Elisabet fruktade att spanjorerna skulle ta över hamnarna längs Engelska kanalen. Den militärkampanj som följde i Frankrike var dock dåligt understödd och illa planerad. Lord Willoughby drog omkring sina styrkor på över 4000 man i norra Frankrike, varvid han i stort åsidosatte Elisabets order. Han tvingades till reträtt i december år 1589 efter att ha förlorat hälften av sina trupper. År 1591 visade sig John Norris (1547–1597) kampanj i Bretagne sluta i en ännu större katastrof. I fråga om dessa, och liknande kampanjer, var Elisabet alltid ovillig att skicka de förstärkningar och resurser som befälhavarna behövde och efterfrågade. Norreys lämnade själv sitt fälttåg för att personligen åka till London för att bönfalla drottningen om hjälp. I hans frånvaro i det närmaste förintades hans armé om 3000 man av den katolska ligan vid Craon i nordvästra Frankrike i maj år 1591. I juli skickade Elisabet ännu en armé under befäl av  Robert Devereux, earl av Essex för att hjälpa Henrik IV att belägra Rouen. Resultatet blev lika patetiskt. Essex lyckades inte åstadkomma någonting och återvände hem i januari år 1592. Henrik övergav belägringen i april. Som vanligt hade Elisabet svårt att utöva kontroll över sina befälhavare så fort de kommit utanför rikets gränser. "Var han är, och vad han gör och vad han tänker göra är oss obekant" ("Where he is, or what he doth, or what he is to do,we are ignorant"), skrev drottningen om Essex.

### Irland
Trots att Irland var ett av Elisabets två kungadömen, var hennes irländska undersåtar fientligt inställda, i princip självstyrande och i huvudsak katoliker, och de sammansvor sig villigt med hennes fiender. Drottningens strategi var att skänka land på Irland till sina hovmän för att därmed försöka förhindra att irländarna kunde erbjuda Irland som en bas för spanjorerna varifrån de skulle kunna anfalla England. Som svar på en rad uppror började de engelska styrkorna att applicera den brända jordens taktik varvid man brände mark och slaktade män, kvinnor och barn. Under en revolt i Munster under ledning av Gerald FitzGerald, earl av Desmond år 1582 uppskattar man att 30 000 irländare svalt ihjäl. Poeten Edmund Spenser skrev att offren "hamnade i sådan misär att även ett hjärta av sten skulle ha begråtit dem" ("were brought to such wretchedness as that any stony heart would have rued the same"). Elisabet begärde av sina befälhavare att irländarna "denna otrevliga och barbariska nation" ("that rude and barbarous nation") skulle behandlas väl, men hon visade ingen ånger när våld och blodsspillan bedömdes vara av nöden.
Mellan 1594 och 1603 ställdes Elisabet inför sitt svåraste prov på Irland, i form av det uppror som kallats  Tyrone's Rebellion, eller Nioårskriget. Dess ledare, Hugh O'Neill, earl av Tyrone mottog stöd från Spanien. Våren 1599 sände Elisabet Robert Devereux, 2:e earl av Essex till Irland för att slå ner upproret. Till drottningens frustration gjorde han inga framsteg utan återvände till England utan att invänta tillstånd från drottningen. Han ersattes på Irland av Charles Blount, Lord Mountjoy som tog tre år på sig innan han besegrade rebellerna. O'Neill kapitulerade slutligen år 1603, några dagar efter Elisabets död.

### Ryssland

Ivan den förskräcklige visar sina skatter för Elisabets ambassadör. Målning av Alexander Litovchenko, 1875.

Elisabet vårdade de relationer med Ryssland som inletts av hennes bror, Edvard VI. Hon skrev ofta till tsaren Ivan IV av Ryssland och de utväxlade vänskapliga komplimanger, trots att tsaren ofta blev irriterad på hennes fokus på handelsutbyten istället för militära allianser. Tsaren till och med friade till henne vid ett tillfälle, och bad mot slutet av sin regering om en garanti från Elisabet att han skulle erhålla asyl i England om han skulle störtas från sin tron.
När Ivan avled efterträddes han av sin son Fjodor I av Ryssland. Till skillnad från sin far var Fjodor inte intresserad av att bibehålla särskilda handelsavtal med England. Den nye tsaren förklarade att hans kungarike var öppet för alla utlänningar och han lät förklara att den engelska ambassadören sir Jerome Bowes, vars pompösa sätt hade tolererats av Ivan IV, inte längre var välkommen vid ryska hovet. Elisabet skickade en ny ambassadör, Dr. Giles Fletcher vars uppdrag var att be regenten,  Boris Godunov att han skulle försöka övertala tsaren att ändra sig. Dessa samtal misslyckades dock på grund av att Fletcher råkade tilltala Fjodor på fel sätt, han utelämnade två av tsarens titlar. Elisabet fortsatte att försöka få till stånd nya avtal med Fjodor, hon skickade honom flera halvt bönfallande, halvt förebrående, brev. Hon föreslog honom till och med en allians, vilket hon hade vägrat göra när Fjodors far önskat det, men Fjodor var inte intresserad heller av detta förslag.

### Barbareskstaterna, det Osmanska riket och Japan

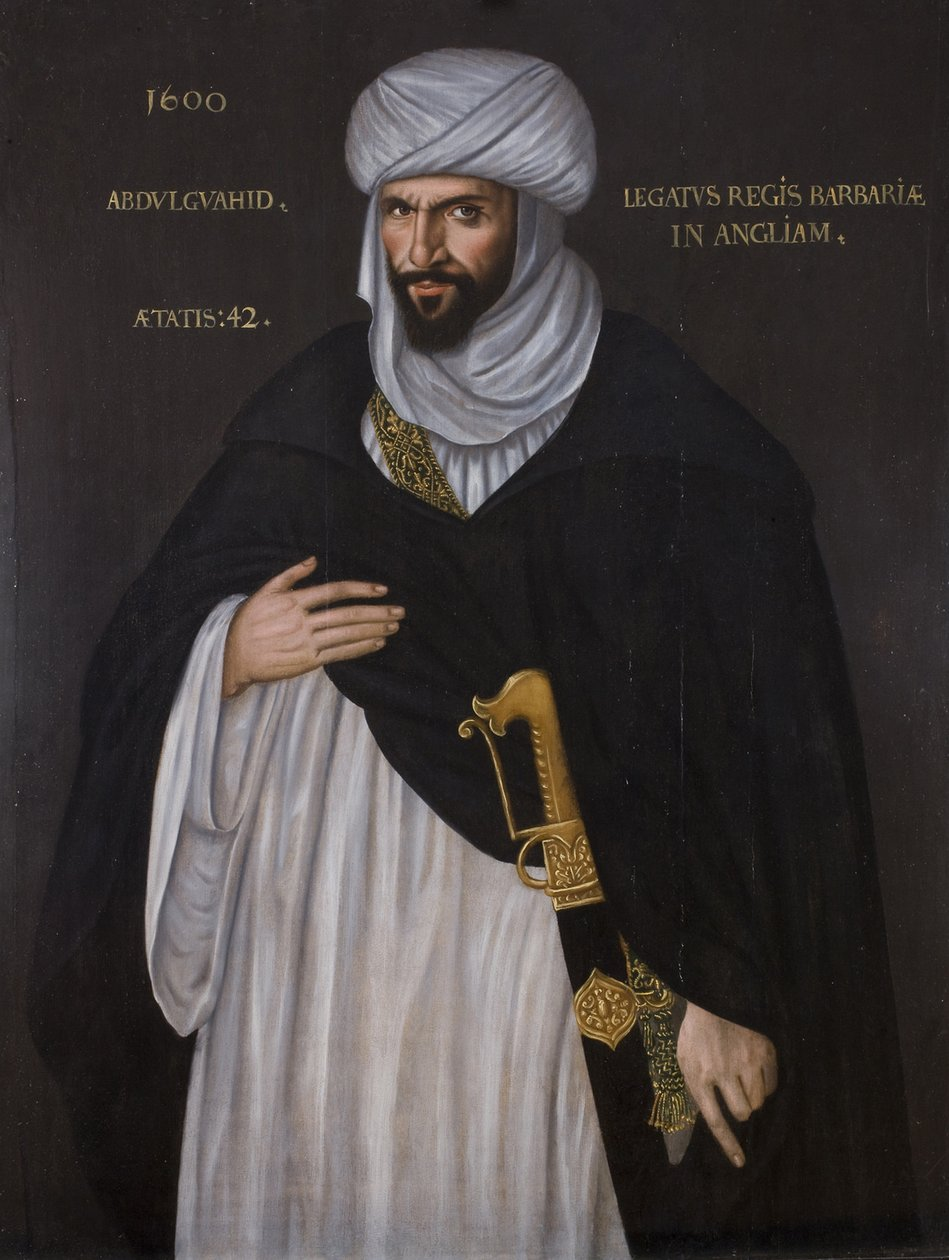
Abd el-Ouahed ben Messaoud, morernas ambassadör från Barbareskstaterna vid Elisabets hov år 1600.

Handeln och de diplomatiska relationerna mellan England och Barbareskstaterna utvecklades under Elisabet I. England etablerade handelsavtal med Marocko till vilka man sålde vapen, ammunition, timmer och metall i utbyte mot marockanskt socker trots att påven förbjudit det. År 1600 besökte Abd el-Ouahed ben Messaoud, som var den marockanske härskaren Mulai Ahmad al-Mansurs främste minister, England som ambassadör hos Elisabet, för att försöka förhandla fram en anglo-marockansk allians mot Spanien. Elisabet gick med på att sälja vapen till Marocko och hon och Mulai Ahmad al-Mansur samtalade ett tag om att göra gemensam sak mot Spanien. Dessa samtal ledde dock aldrig till något konkret, och båda härskarna avled inom loppet av två år efter detta besök.
Diplomatiska relationer hade också etablerats med det Osmanska riket, engelska investerare hade startat ett handelsbolag, Levant Kompaniet för att bedriva handel med turkarna, och den förste engelske ambassadören till den osmanske härskarens hov hade skickats år 1578. Ett formellt handelsavtal slöts för första gången år 1580. En rad diplomater och andra representanter skickades mellan de båda hoven och det förekom brevväxling mellan Elisabet och den osmanske sultanen Murad III. I ett brev framhöll Murad att islam och protestantism hade mer gemensamt med varandra än vad endera hade med katolicismen, eftersom båda förkastade avgudadyrkan, och han såg detta som ett argument för starkare band mellan England och det Osmanska riket. Till det katolska Europas förskräckelse exporterade England bly och stål (för att gjuta kanoner) och även ammunition till det Osmanska riket. Elisabet diskuterade dessutom seriöst att göra gemensam militär sak med Murad III då kriget mot Spanien bröt ut år 1585 och bland annat sir Francis Walsingham pläderade för en militärallians med turkarna mot den gemensamma spanska fienden. Det förekom också anglo-osmanska pirater i Medelhavet.
Den första engelsmannen att bege sig till Japan var en sjöman vid namn William Adams som anlände dit som lots vid det holländska Ostindiska kompaniet. Han kom att spela en nyckelroll vad gällde att etablera de allra första kontakterna mellan den japanske shogunen och England.

## Senare år

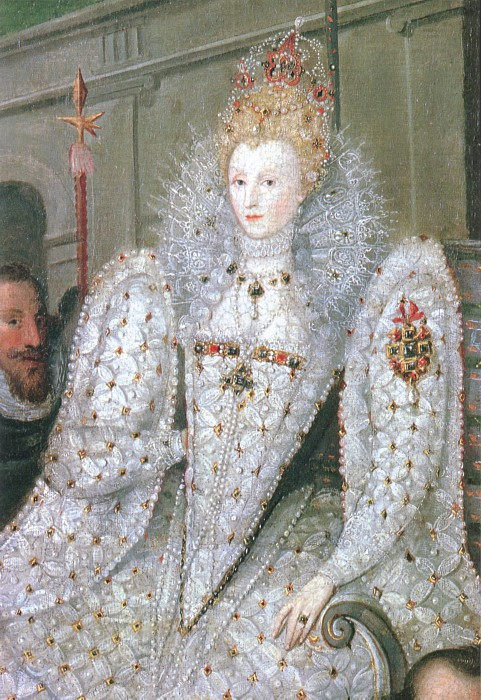
Elisabet I bärs i procession år 1600.

I takt med att Elisabet åldrades, och det blev allt mer osannolikt att hon skulle komma att gifta sig, förändrades bilden av henne. Hon avporträtterades som en grekisk gudinna och efter segern mot armadan blev hennes alter ego i konsten ofta Gloriana eller den evigt unga Älvadrottningen, Faerie Queene som hos Edmund Spenser Porträtten som målades av henne blev allt mindre realistiska och istället allt mer ikonografiska. Hon framställdes alltid som mycket yngre än hon var. Egentligen hade hon fått ärr efter de smittkoppor hon drabbades av år 1562, hon kom också att bli beroende av peruker och smink för att bevara sitt ungdomliga yttre. Sir Walter Raleigh kallade henne för "en dam som blivit överraskad av tiden"  ("a lady whom time had surprised"). Men ju mer Elisabets skönhet avtog, desto mer hyllades den av hennes hovmän.
Elisabet ställde gärna upp på dessa rollspel, men det är möjligt att hon under sin levnads sista decennium började tro på sitt eget skådespel. Hon blev mycket förtjust i den charmerande men grälsjuke unge Robert Devereux, 2:e earl av Essex, och tillät honom att ta sig större friheter gentemot henne än någon tidigare, och hon förlät honom oftast. Hon anförtrodde honom flera militära befäl trots att han flera gånger visade sig vara totalt oansvarig. Efter att Essex deserterade på Irland lät Elisabet placera honom under husarrest och året därpå tog hon ifrån honom de handelsmonopol som var hans främsta inkomstkälla. I februari år 1601 försökte earlen starta ett uppror i London. Han hade för avsikt att tillskansa sig makten över drottningens person, men nästan inga människor slöt upp för att stödja honom. Han avrättades den 25 februari. Elisabet visste att den uppståndna situationen till viss del var hennes eget fel och att hon hade brustit i omdöme. Ett vittne beskriver år 1602 hur "Hon tycker om att sitta i mörkret, och ibland låter hon tårarna strömma för att sörja Essex". ("Her delight is to sit in the dark, and sometimes with shedding tears to bewail Essex").

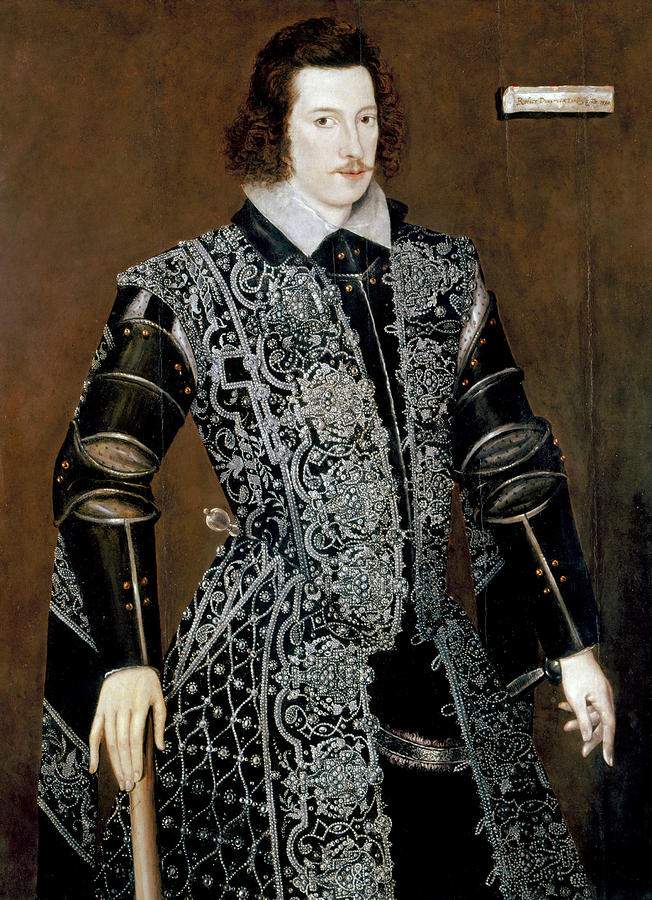
Robert Devereux, 2:e earl av Essex, av William Segar, 1588.

De handelsmonopol Elisabet återtog från Essex var en av de belöningar monarken hade möjlighet att skänka lojala hovmän. Drottningen hade ofta valt denna form av kostnadsfri belöning istället för att begära utökade medel från parlamentet. Dessa monopol ledde till stigande priser, att hovmännen berikade sig på allmänhetens bekostnad vilket ledde till starkt missnöje mot bruket. År 1601 ledde detta till en mycket hård missnöjesdebatt i Underhuset. I sitt berömda "Golden Speech" den 30 november 1601 sade sig Elisabet vara obekant med att hennes hovmän missbrukade monopolen och hon lyckades vinna över debattörerna på sin sida genom löften och känslomässig retorik:
Vilket tack de förtjänar som hjälper sin monark att undvika att begå ett fel som annars genom ovetskap, inte genom uppsåt, hade kunnat begås vet vi inte, fast ni kan nog gissa. Och då inget är så dyrbart för oss som att få behålla våra undersåtars kärlek, som hade kunnat undergrävas av de som missbrukat våra privilegier, dessa vårt folks plågoandar och de fattigas utsugare, om vi inte hade fått kännedom om detta! (who keeps their sovereign from the lapse of error, in which, by ignorance and not by intent they might have fallen, what thank they deserve, we know, though you may guess. And as nothing is more dear to us than the loving conservation of our subjects' hearts, what an undeserved doubt might we have incurred if the abusers of our liberality, the thrallers of our people, the wringers of the poor, had not been told us!)
Tiden efter att den spanska armadan besegrats år 1588 förde med sig nya problem för Elisabet som kom att vara de 15 år som var kvar av hennes regering. Konflikterna med Spanien och Irland drog ut på tiden, skatterna ökade och ekonomin drabbades av några år med dåliga skördar och de dyra kostnaderna för krigen. Priserna steg och levnadsstandarden sjönk. Under denna period skärptes regeringens hållning gentemot katolikerna och Elisabet utsåg år 1591 en kommission som skulle förhöra och övervaka katoliker.  För att ändå behålla ett sken av fred och framgång så litade hon alltmer på propaganda. Under drottningens sista år visade ökad offentlig kritik på att hennes popularitet dalade.
En av orsakerna till denna andra fas av Elisabets regering var att Elisabets regering, hennes Privy council hade bytt utseende under 1590-talet. En ny generation hade tagit över makten. Med undantag av Lord Burghley hade de viktigaste politikerna från Elisabets tidiga regering avlidit runt 1590, earlen av Leicester år 1588, sir Francis Walsingham år 1590, sir Christopher Hatton år 1591. Strider mellan olika grupperingar i regeringen, som knappt hade förekommit före år 1590 blev nu istället kännetecknande för arbetet. En bitter rivalitet mellan earlen av Essex och Burghleys son Robert Cecil och deras respektive anhängare försvårade ett effektivt styre. Drottningens auktoritet var på väg att minska, vilket framgår till exempel av affären med hennes personliga läkare Dr. Lopez. När han falskeligen anklagades för högförräderi av Essex på grund av ett personligt gräl, så orkade inte drottningen avvärja hans avrättning trots att hon varit arg då han arresterades, och förefaller ha varit övertygad om hans oskuld.(1594).
Denna period av politisk och ekonomisk nedgång innebar dock en samtidig blomstring vad gäller litteratur. De första tecknen på en ny rörelse inom litteraturen hade visat sig under slutet av Elisabets andra decennium vid makten. Exempel på verk från denna tid är John Lylys Euphues och Edmund Spensers The Shepheardes Calender år 1578. Under 1590-talet gick flera av de största namnen inom engelsk litteratur in i sina bästa perioder, däribland  William Shakespeare och Christopher Marlowe. Under denna epok och den följande jakobitiska eran nådde det engelska dramat sin högsta höjder. Uppfattningen om en elisabetansk gyllene era hänger i hög grad ihop med den stora mängd framstående poeter, dramatiker, konstnärer, musiker och arkitekter som verkade under hennes regeringstid. Detta var dock i ganska liten grad tack vare henne, då drottningen inte tillhörde tidens större kulturmecenater.

## Död

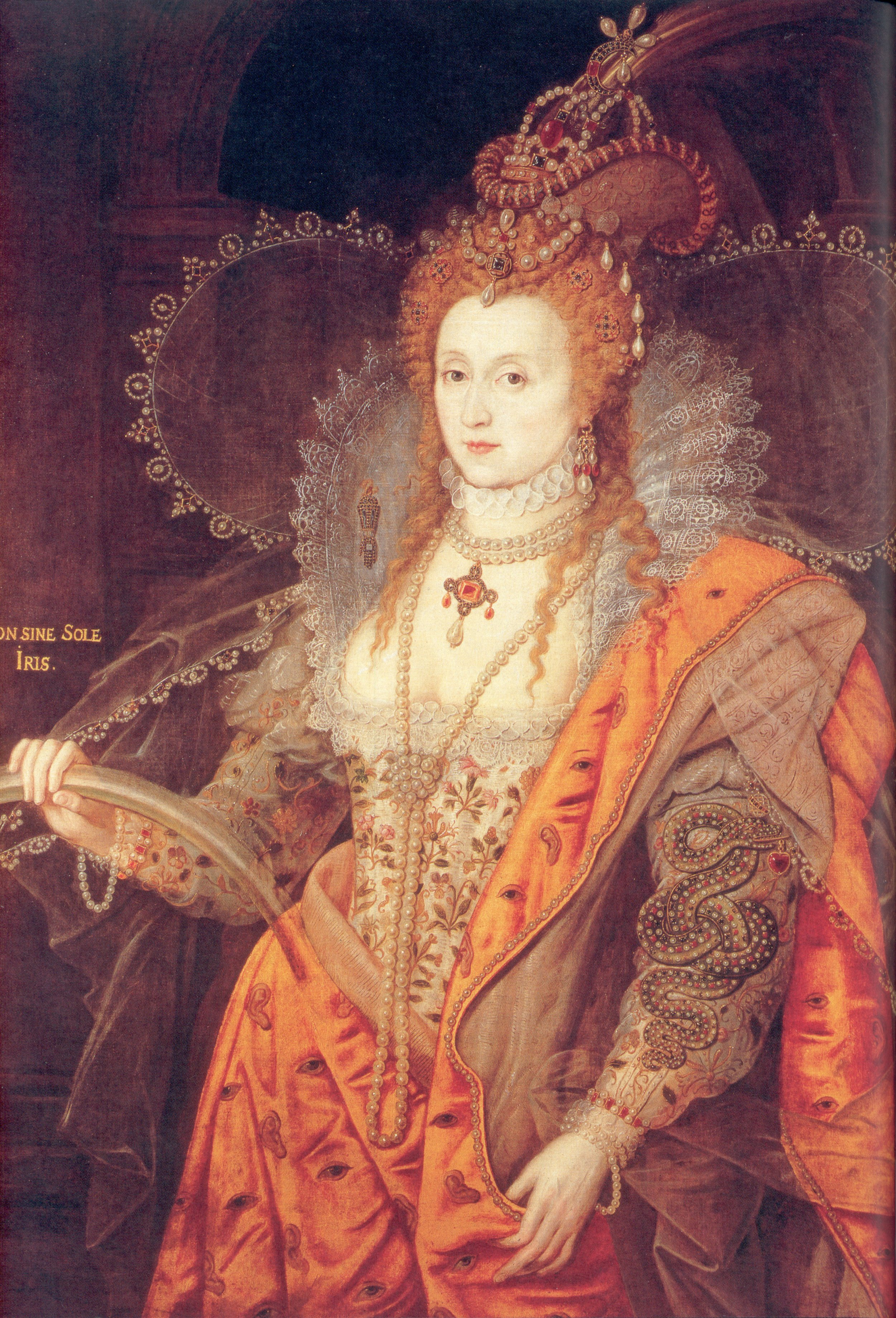
Elizabeth I, "Rainbow Portrait", cirka 1600, en allegorisk representation av drottningen, tidlös i sin ålderdom.

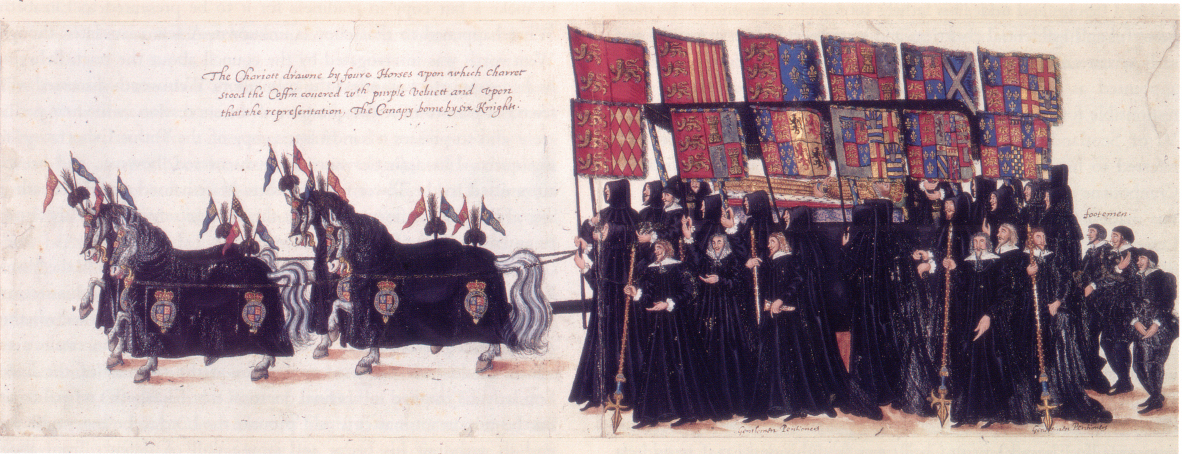
Elisabets begravningskortege år 1603, möjligen av William Camden.

Elisabets främste minister och rådgivare, Burghley, avled den 4 augusti 1598. Hans politiska uppgifter övergick till hans son, Robert Cecil, som blev regeringens nya främsta minister. En uppgift han grep sig an var att försöka förbereda för en oproblematisk tronföljd. Eftersom Elisabet vägrade att namnge en efterträdare tvingades Cecil utföra detta arbete i hemlighet. Han påbörjade därför en kodad brevväxling med Jakob VI av Skottland som hade starka, men obekräftade, anspråk på tronen. Cecil uppmuntrade Jakob att hålla Elisabet på gott humör och försöka följa hennes önskemål. Detta råd fungerade, Elisabet gladdes åt den ton Jakob anslog i sin brevväxling med henne och hon svarade: "Jag hoppas att du inte tvivlar på att dina brev gjort mig så glad att mina tack präglas av denna glädje och jag skickar dem till dig med tacksamhet. ("So trust I that you will not doubt but that your last letters are so acceptably taken as my thanks cannot be lacking for the same, but yield them to you in grateful sort"). Enligt historikern J. E. Neale hade Elisabet kanske inte formellt tillkännagivit att Jakob var hennes efterträdare, men han menar att hon ändå genom sina uttalanden gjort det tydligt.
Drottningens hälsa förblev god fram till hösten år 1602, då en rad dödsfall bland hennes närmaste vänner bidrog till att hon utvecklade en djup depression. I februari år 1603 avled Catherine Howard, grevinna av Nottingham, systerdotter till Elisabets kära Catherine Carey vilket var ett särskilt hårt slag för drottningen. I mars blev Elisabet sjuk och hamnade i en obotlig melankoli. Hon avled den 24 mars 1603 på Richmond Palace, mellan klockan två och tre på morgonen. Några timmar senare utropade Cecil och kronrådet Jakob VI av Skottland till ny kung, varvid han blev Jakob I av England.
Elisabets kista fördes på natten via floden till Whitehall Palace, på en flotte upplyst med facklor. Vid hennes begravning den 28 april fördes kistan till Westminster Abbey, dragen av fyra hästar klädda i svart sammet. Som närmast sörjande i drottningens begravningståg gick en svenska, Helena Snakenborg (1549–1635). Hon hade kommit till England med Cecilia Vasa och sedan stannat som hovdam till Elisabet, gift med först markisen av Northampton och sedan med sir Thomas av Langford. Krönikören John Stow skrev:

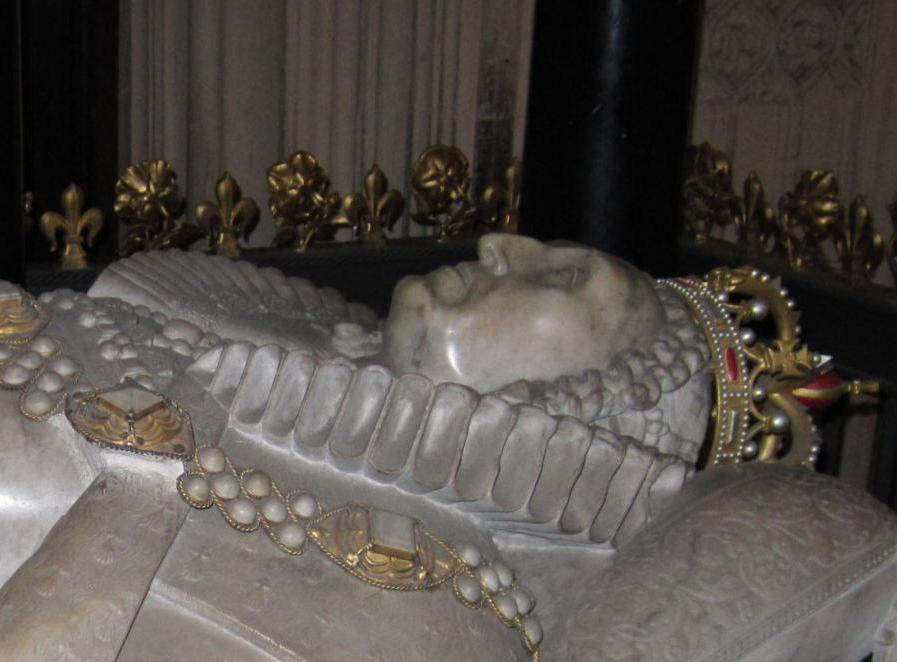
Elisabet avbildad på graven i Westminster Abbey.

Westminster fylldes av mängder av olika sorters människor, på gatorna, i husen, fönstren, gränderna och i rännstenen som kom ut för att se processionen, och när de fick se statyn som låg på kistan så hördes så många suckar, stönanden och gråtanfall som aldrig tidigare. (Westminster was surcharged with multitudes of all sorts of people in their streets, houses, windows, leads and gutters, that came out to see the obsequy, and when they beheld her statue lying upon the coffin, there was such a general sighing, groaning and weeping as the like hath not been seen or known in the memory of man.)
Trots att det fanns andra som gjorde anspråk på tronen gick Jakobs trontillträde lugnt till. Enligt Henrik VIII:s testamente var den rättmätiga arvtagaren till tronen antingen  Edward Seymour, baron Beauchamp av Hache eller  Anne Stanley, grevinna av Castlehaven beroende på om man ansåg att den förstnämnde var legitim eller ej. En annan tronpretendent var lady Arabella Stuart. Jakobs trontillträde åsidosatte Henrik VIII:s successionsordning som hade fastslagit att ättlingarna till hans yngre syster Mary skulle gå före ättlingarna till hans äldre syster Margareta. För att komma till rätta med detta lät Jakob parlamentet anta en ny successionsordning år 1603. Huruvida detta var lagligt var en fråga som debatterades under hela 1600-talet.

## Arvet efter Elisabet I
Elisabet sörjdes, men många personer var också lättade efter hennes bortgång. Förväntningarna var mycket höga på den nye kungen, Jakob I av England, och till en början verkade han kunna infria dem. Han fick till ett slut på kriget mot Spanien år 1604, och sänkte skatterna. Fram till Robert Cecils död år 1612 fortgick styret till stor del som det hade gjort under Elisabets tid. Jakobs popularitet försvann dock när han valde att överlämna rikets angelägenheter i händerna på sina favoriter vid hovet, och under 1620-talet kom en nostalgisk Elisabet-kult att utvecklas. Elisabet hyllades som en protestantisk hjältinna och härskaren över en gyllene tidsålder. Jakob å andra sidan utmålades som en papistsympatisör som härskade över ett korrumperat hov. Den triumfartade bild av sig själv som Elisabet byggt upp under andra hälften av sin regeringstid, tog man bildligen till sig och hennes eftermäle höjdes till skyarna. Godfrey Goodman, biskop av Gloucester, drog sig till minnes att: "När vi hade fått erfara skotskt styre så verkade drottningen återuppstå. Minnet efter henne glorifierades."("When we had experience of a Scottish government, the Queen did seem to revive. Then was her memory much magnified.") Elisabets regeringstid idealiserades som en tid då kronan, kyrkan och parlamentet hade arbetat i konstitutionell balans.

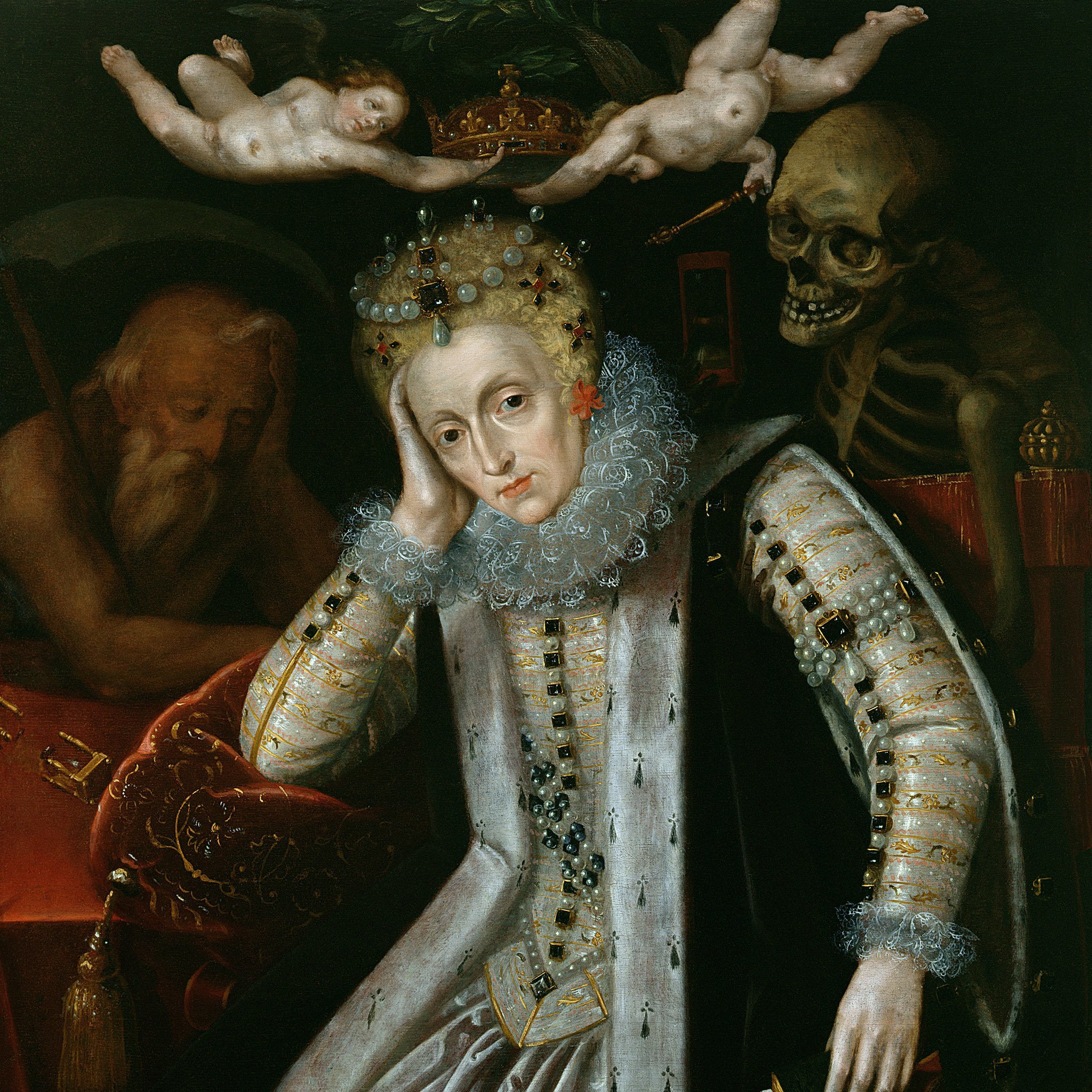
Elisabet I, målad efter år 1620, då hennes regeringstid upplevde sin första revival. Vid hennes högra skuldra sover Tiden, och Döden tittar fram över hennes vänstra. Två putti håller kronan över hennes huvud.

Den bild av Elisabet som målades upp av hennes protestantiska anhängare under tidigt 1600-tal har visat sig bli bestående och inflytelserik. Även under napoleonkrigen hyllade man minnet av Elisabet, när nationen åter riskerade en invasion. Under den viktorianska eran anpassades myten om Elisabet till den tidens imperialistiska ideal. och under mitten av 1900-talet blev Elisabet en symbol för nationellt motstånd mot yttre hot. Historiker från perioden såsom J. E. Neale (1934) och A. L. Rowse (1950) tolkade Elisabets regering som en gyllene epok baserad på utveckling. Neale och Rowse idealiserade även drottningen personligen, hon gjorde alltid allting rätt och hennes mer otrevliga drag bortförklarades som tecken på stress, eller ignorerades helt.
Samtida historiker har utvecklat en mer komplicerad bild av Elisabet. De beskriver drottningen som en lättretad, stundvis beslutsoförmögen härskare, som åtnjöt en stor mängd tur. Hennes regeringstid är berömd för segern över den spanska armadan och för en rad framgångsrika räder mot spanjorerna, till exempel vid  Cádiz år 1587 och 1596, men en del historiker pekar istället på de militära misslyckandena, både till lands och till sjöss. Elisabets problem på Irland är också en fläck på hennes minne. Snarare än en modig försvarare av de protestantiska nationerna mot Spanien och huset Habsburg betraktas hon som en mycket försiktig utrikespolitiker. Hon erbjöd minimalt stöd till utländska protestanter och undlät att förse sina befälhavare med de resurser de hade behövt för att kunna göra effektiva insatser utomlands.
Elisabets regering erbjöd England 44 år av kontinuitet efter systerns och broderns korta och konfliktfyllda perioder på tronen, och denna stabilitet bidrog till att lägga grunden till Englands nationella identitet och senare stormakt. Elisabet etablerade en engelsk statskyrka som även den bidrog till att skapa en nationell identitet, och som förblir intakt än idag. De som senare hyllat henne som en protestantisk hjältinna bortser från Elisabets vägran att avskaffa alla katolska seder och bruk. Historiker påpekar att mer strikta protestanter betraktade Elisabets kyrkoordning som en kompromiss. Elisabet ansåg att religion och tro egentligen var en personlig fråga och hon ville inte, som sir Francis Bacon uttryckte det "Göra fönster in till människors själar och hemliga tankar". ("make windows into men's hearts and secret thoughts").
Trots Elisabets i huvudsak defensiva utrikespolitik bidrog hennes regering till att höja Englands status internationellt. "Hon är bara en kvinna, bara härskarinna över en halv ö, och ändå gör hon sig fruktad av Spanien, av Frankrike, av Imperiet, av alla" utropade påven Sixtus V beundrande. ("She is only a woman, only mistress of half an island,and yet she makes herself feared by Spain, by France, by the Empire, by all".) Under Elisabet byggde England upp ett nytt nationellt självförtroende och en känsla av självständighet samtidigt som den kristna kyrkan splittrades. Elisabet var den första av huset Tudor att inse att en monark regerar med folkets goda vilja. Hon samarbetade därför alltid med parlamentet och en grupp rådgivare hon kände förtroende för skulle säga sanningen till henne, ett sätt att regera som hennes efterträdare av huset Stuart undlät att efterfölja. Vissa historiker har kallat henne tursam, själv trodde hon att hon stod under Guds särskilda beskydd. Hon var stolt över att vara helt och hållet engelsk, och hon satte sin tilltro till Gud, uppriktiga råd och sina undersåtars kärlek för att bli framgångsrik. I en bön tackade hon Gud för att:
[I en tid] då krig och meningsskiljaktigheter och förfärlig förföljelse har drabbat nästan alla kungar och länder omkring mig, har min regering varit fredlig, och mitt kungarike en mottagare av din kyrka. Mitt folks kärlek har förblivit trogen, och mina fienders ränker har misslyckats. ([At a time] when wars and seditions with grievous persecutions have vexed almost all kings and countries round about me, my reign hath been peacable, and my realm a receptacle to thy afflicted Church. The love of my people hath appeared firm, and the devices of my enemies frustrate.)

## Anfäder
|                                  |  |  |  |  |  |  |  |                        |  |  |  |  |  |  |  |                       |  |  |  |  |  |  |  | Edmund Tudor         |
|                                  |  |  |  |  |  |  |  |                        |  |  |  |  |  |  |  |                       |  |  |  |  |  |  |  |                      |
|                                  |  |  |  |  |  |  |  |                        |  |  |  |  |  |  |  | Henrik VII av England |  |  |  |  |  |  |  |                      |
|                                  |  |  |  |  |  |  |  |                        |  |  |  |  |  |  |  |                       |  |  |  |  |  |  |  |                      |
|                                  |  |  |  |  |  |  |  |                        |  |  |  |  |  |  |  |                       |  |  |  |  |  |  |  | Margareta Beaufort   |
|                                  |  |  |  |  |  |  |  |                        |  |  |  |  |  |  |  |                       |  |  |  |  |  |  |  |                      |
|                                  |  |  |  |  |  |  |  | Henrik VIII av England |  |  |  |  |  |  |  |                       |  |  |  |  |  |  |  |                      |
|                                  |  |  |  |  |  |  |  |                        |  |  |  |  |  |  |  |                       |  |  |  |  |  |  |  |                      |
|                                  |  |  |  |  |  |  |  |                        |  |  |  |  |  |  |  |                       |  |  |  |  |  |  |  | Edvard IV av England |
|                                  |  |  |  |  |  |  |  |                        |  |  |  |  |  |  |  |                       |  |  |  |  |  |  |  |                      |
|                                  |  |  |  |  |  |  |  |                        |  |  |  |  |  |  |  | Elizabeth av York     |  |  |  |  |  |  |  |                      |
|                                  |  |  |  |  |  |  |  |                        |  |  |  |  |  |  |  |                       |  |  |  |  |  |  |  |                      |
|                                  |  |  |  |  |  |  |  |                        |  |  |  |  |  |  |  |                       |  |  |  |  |  |  |  | Elizabeth Woodville  |
|                                  |  |  |  |  |  |  |  |                        |  |  |  |  |  |  |  |                       |  |  |  |  |  |  |  |                      |
| Elisabet I av England och Irland |  |  |  |  |  |  |  |                        |  |  |  |  |  |  |  |                       |  |  |  |  |  |  |  |                      |
|                                  |  |  |  |  |  |  |  |                        |  |  |  |  |  |  |  |                       |  |  |  |  |  |  |  | William Boleyn       |
|                                  |  |  |  |  |  |  |  |                        |  |  |  |  |  |  |  |                       |  |  |  |  |  |  |  |                      |
|                                  |  |  |  |  |  |  |  |                        |  |  |  |  |  |  |  | Thomas Boleyn         |  |  |  |  |  |  |  |                      |
|                                  |  |  |  |  |  |  |  |                        |  |  |  |  |  |  |  |                       |  |  |  |  |  |  |  |                      |
|                                  |  |  |  |  |  |  |  |                        |  |  |  |  |  |  |  |                       |  |  |  |  |  |  |  | Margaret Butler      |
|                                  |  |  |  |  |  |  |  |                        |  |  |  |  |  |  |  |                       |  |  |  |  |  |  |  |                      |
|                                  |  |  |  |  |  |  |  | Anne Boleyn            |  |  |  |  |  |  |  |                       |  |  |  |  |  |  |  |                      |
|                                  |  |  |  |  |  |  |  |                        |  |  |  |  |  |  |  |                       |  |  |  |  |  |  |  |                      |
|                                  |  |  |  |  |  |  |  |                        |  |  |  |  |  |  |  |                       |  |  |  |  |  |  |  | Thomas Howard        |
|                                  |  |  |  |  |  |  |  |                        |  |  |  |  |  |  |  |                       |  |  |  |  |  |  |  |                      |
|                                  |  |  |  |  |  |  |  |                        |  |  |  |  |  |  |  | Elizabeth Boleyn      |  |  |  |  |  |  |  |                      |
|                                  |  |  |  |  |  |  |  |                        |  |  |  |  |  |  |  |                       |  |  |  |  |  |  |  |                      |
|                                  |  |  |  |  |  |  |  |                        |  |  |  |  |  |  |  |                       |  |  |  |  |  |  |  | Elizabeth Tilney     |
|                                  |  |  |  |  |  |  |  |                        |  |  |  |  |  |  |  |                       |  |  |  |  |  |  |  |                      |

## Elisabet I i populärkulturen
Benjamin Britten skrev en opera, Gloriana, om förhållandet mellan Elisabet och Lord Essex, inför Elisabet II:s kröning. 
Många nämnvärda gestaltningar av drottning Elisabet på film och TV har gjorts. Hon är den mest filmade brittiska monarken. Bland dem som har gjort intryck i rollen som Elisabet under de senaste 100 åren finns den franska skådespelaren Sarah Bernhardt i Drottning Elisabeth (1912), Florence Eldridge i Maria Stuart (1936), Flora Robson i Eld över England (1937), Bette Davis i Elizabeth och Essex (1939) och Jungfrudrottningen (1955) samt Jean Simmons i Hennes kungarike (1953).
På senare tid har berättelsen om Elisabet filmats mer än någonsin. 1998 fick den australiska skådespelaren Cate Blanchett sitt stora genombrott och en Oscarsnominering för bästa kvinnliga huvudroll för sin kritikerrosade insats i Elizabeth. Samma år mottog den brittiska skådespelaren Judi Dench en oscar för sin biroll som jungfrudrottningen i den populära filmen Shakespeare in Love. 
På tv har skådespelarna Glenda Jackson (i BBC:s dramaserie Elizabeth R 1971, och den historiska filmen Maria Stuart – drottning av Skottland 1972) och Miranda Richardson (i BBC:s klassiska komediserie Svarte Orm 1986 – en komisk tolkning av Elisabet) båda spelat rollen och skapat kontrasterande porträtt av Elisabet I. Helen Mirren gestaltade Elisabet i tv-filmen (2 delar) "Elizabeth I" 2005, filmen visades i svensk tv 2007.
Många romaner om Elisabet har skrivits. Bland dessa finns I, Elizabeth av Rosalind Miles, The Virgin's Lover och The Queen's Fool av Philippa Gregory, Queen of This Realm av Jean Plaidy och Virgin: Prelude to the Throne av Robin Maxwell. 
Elisabets historia fogas ihop med hennes mors i Maxwells bok The Secret Diary of Anne Boleyn. Maxwell skriver också om ett fiktivt barn till Elisabet och Dudley i The Queen's Bastard. Margaret Irwin har skrivit en trilogi baserad på Elisabets ungdomsår: Young Bess, Elizabeth, Captive Princess och Elizabeth and the Prince of Spain. Susan Kay har skrivit en roman om Elisabets liv från hennes födelse till hennes död: Legacy, (översatt till svenska med titeln: Elisabet – Anne Boleyns dotter Gloriana.)